# Histoire des Juifs en Algérie
- Israël
- + 1,000,000
- + 100,000
- + 10,000
- + 1,000

L'histoire des Juifs en Algérie remonte à l’Antiquité, sans qu’il soit possible de retracer avec certitude l'époque et les circonstances de l’arrivée des premiers Juifs sur le territoire de l’actuelle Algérie. Plusieurs vagues d'immigration ont en tout cas contribué à accroître sa population. Il est possible qu'il y ait eu des Juifs à Carthage et dans le territoire actuel de l'Algérie avant la conquête romaine mais le développement des communautés juives est lié à la présence romaine. Les révoltes juives des Ier et IIe siècles en terre d'Israël et en Cyrénaïque ont certainement causé l'arrivée d'immigrants juifs en provenance de ces contrées. Le prosélytisme juif parmi les Berbères est un fait historique établi, mais son importance reste débattue.
La conquête musulmane de l'Afrique du Nord achevée en Algérie au VIIIe siècle fait entrer l'Afrique du Nord dans l'aire de civilisation islamique et marque durablement l'identité des communautés juives locales, dont le statut est désormais régi par la dhimma.
De nouveaux immigrants renforcent ultérieurement la communauté juive d'Algérie : des Juifs fuient l'Espagne lors des persécutions wisigothes des VIe et VIIe siècles, puis encore lors des persécutions liées à la Reconquista espagnole du XIVe au  XVIe siècle. Beaucoup de Juifs de la péninsule Ibérique s’installent alors en Algérie et se mêlent à la population juive locale, influençant ses traditions. Au XVIIIe siècle, d'autres Juifs d'Italie, les Granas de Livourne, peu nombreux, mais jouent un rôle d'intermédiaires commerciaux entre l'Europe et l'Empire ottoman. Plus tard au XIXe siècle l'Algérie voit l'arrivée de nombreux Juifs tétouanais, renforçant les rangs de la communauté.
Durant la colonisation française de l'Algérie dès 1830, la France ne veut pas ajouter à une guerre de conquête, une guerre de conversion catholique. La liberté religieuse est garantie aux autochtones musulmans et juifs pourvu que la tutelle militaire et administrative soit respectée. La communauté juive va progressivement se « franciser » par le biais de l'école et de l'influence des Juifs de la métropole. À la suite du décret Crémieux de 1870, les Juifs algériens des départements d'Alger, Oran et Constantine déjà fortement francisés, choisissent massivement de sortir du statut personnel de dhimmi, perçu comme archaïque, pour devenir des citoyens français. Ils assimilent de plus en plus aux colons et se distinguent du reste de la population indigène musulmane. Ce changement de condition est unique au Maghreb, les Juifs tunisiens  et les Juifs marocains gardant à tout moment du protectorat de ces pays, la condition d'indigène. Ce rattachement à la France explique pourquoi, malgré un retour temporaire à la condition d'indigène durant le Régime de Vichy, ils choisissent massivement l'émigration en France à la veille de l'indépendance de l'Algérie. Cet exil met quasiment fin à plus de 2 000 ans de présence en terre algérienne. Quelques dizaines de Juifs très discrets vivent encore en Algérie,.
Les relations entre Juifs, Algériens musulmans et colonisateurs français étaient très diverses et marquées à la fois par le statut de dhimmi des Juifs dans les pays arabes, leur statut de citoyen français depuis le décret Crémieux et par l'antisémitisme français durant les années 1940.

## Des premières communautés à la conquête musulmane

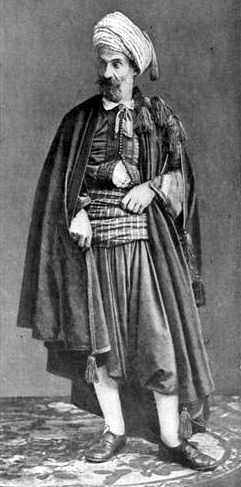
Juif d'Algérie au XIXe siècle.

L'origine des Juifs d'Algérie est très peu connue. Elle se confond avec celle de tous les Juifs d'Afrique du Nord.

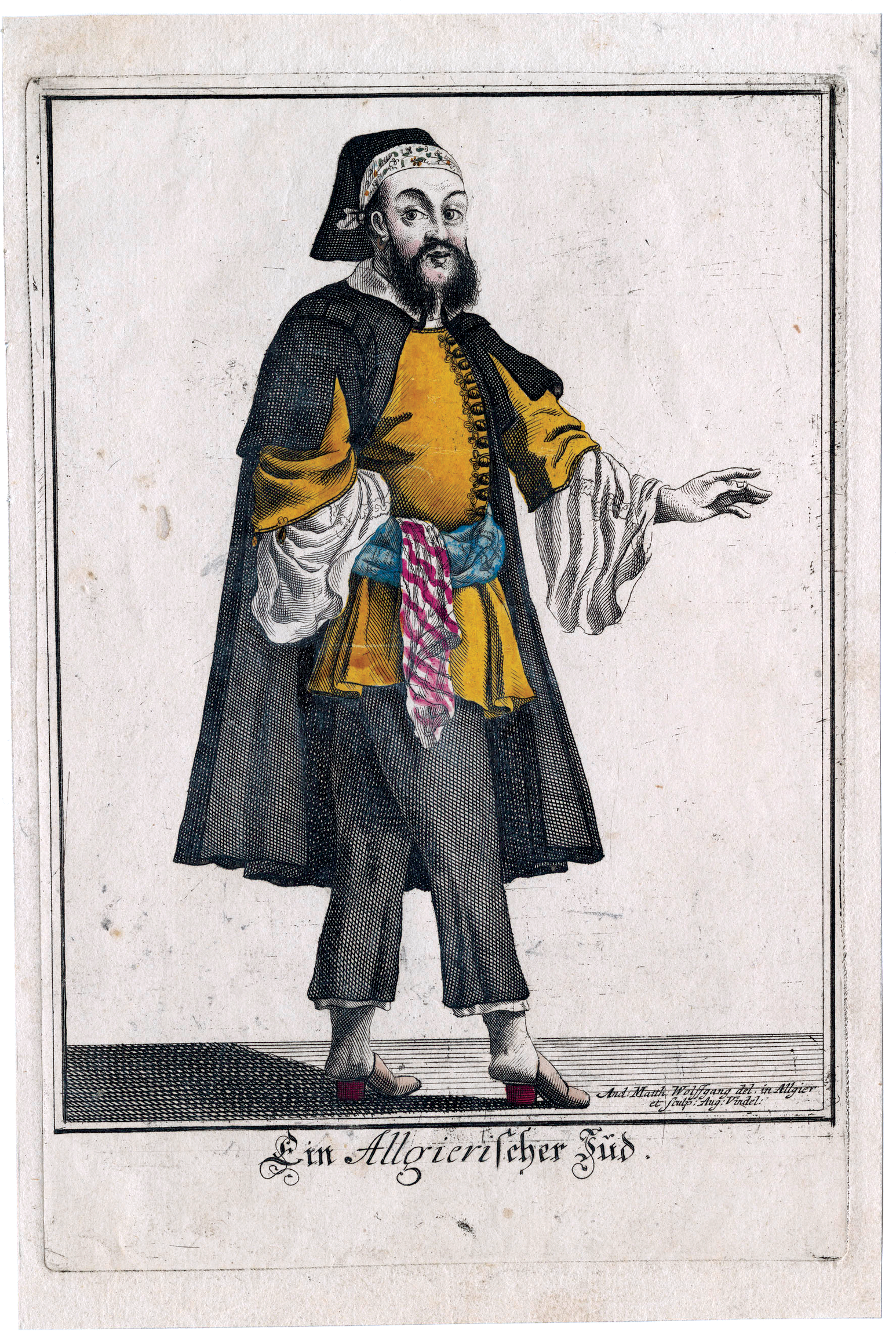
Juif d'Algérie (1687).

Selon l'historien Richard Ayoun, la présence juive est « incontestable » dès avant la conquête romaine du IIe siècle, sur le littoral nord-africain à Hippo Regius (Annaba), Igilgili (Jijel), Iol (Cherchell), Icosium (Alger) et Gunugu (Gouraya) ainsi qu'à l'intérieur des terres à Constantine, Médéa mais il n'y a pas de preuve archéologique pour appuyer ces affirmations. La présence juive est réellement confirmée dans la région de Constantine dès les premiers siècles de l'ère commune, comme le montrent des épitaphes (en latin) qu'on y a découvertes. Cette population se serait vue augmentée à la suite de la prise de Jérusalem par Titus en 70,, qui mène de nombreux Juifs sur les côtes de Carthage et de Maurétanie. Augustin d'Hippone et Jérôme de Stridon attestent tous deux de l'importance de la communauté juive aux IVe et Ve siècles : le premier, qui traite les Juifs de « paresseux » car ils observent le Shabbat, est l'auteur de Contre les Juifs et le second affirme dans une de ses lettres que les colonies israélites forment une chaîne ininterrompue « depuis la Maurétanie, à travers l'Afrique et l'Égypte jusqu'à l'Inde ». Comme les autres Juifs de l’Empire, ceux d’Afrique romaine sont romanisés de plus ou moins longue date, portent des noms latins ou latinisés, arborent la toge et parlent latin, même s’ils conservent la connaissance du grec, langue de la diaspora juive de l’époque.
La synagogue de Sétif date du IIIe siècle et il en existait une autre à Auzia (Aumale). La synagogue de Tipaza est construite au IVe siècle. Dès le Ve siècle, les historiens arabes signalent la présence de Juifs dans la région saharienne du Touat, dans le sud-ouest algérien.
Au Ve siècle, le pouvoir vandale offre une courte période de liberté religieuse aux Juifs. Mais lorsque les Byzantins arrivent en Algérie, les édits de Justinien excluent les Juifs de toutes les fonctions publiques et plusieurs synagogues sont transformées en églises comme à Tipaza.
Au VIIe siècle, l'Algérie accueille une première immigration de Juifs d'Espagne fuyant les persécutions du roi wisigoth Sisebut.

### Les Judéo-Berbères

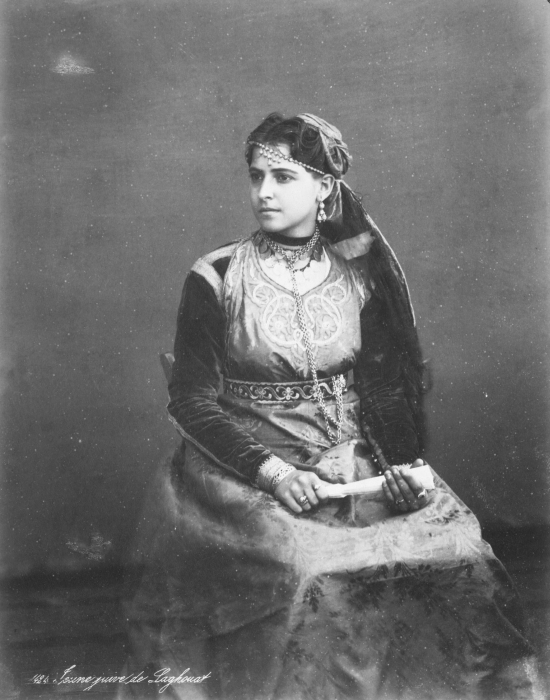
Juive de Laghouat (1889). Source : Tropenmuseum.

Berbères et Juifs pourraient donc avoir une origine géographique proche, que Richard Ayoun n'hésite pas à qualifier de « proximité familiale » et ceci pourrait expliquer les affinités qui ont existé entre ces deux populations, dont un exemple est peut-être donné par le roi Juba II qui se marie avec Glaphyra, veuve du fils du roi de Judée Hérode le Grand, même si celle-ci ne semble pas juive.
Il existe aussi une hypothèse d'une origine cananéenne des Berbères, soutenue par certains auteurs anciens chrétiens ou juifs, et plus récemment par Nahum Slouschz. Ainsi, quand Augustin d'Hippone demande leur origine aux habitants d'Hippone, l'actuelle Annaba, ceux-ci lui répondent en punique qu'ils sont des « Canani ». Il rappelle aussi aux paysans l'histoire du fils maudit de Cham, Canaan et des fils d'Israël. Quant à l'historien Procope de Césarée, il mentionne une inscription trouvée à Tigisi (actuelle Aïn el Bordj, à 50 kilomètres de Constantine) en Numidie qui pourrait faire référence aux Cananéens de la Bible : « Nous sommes ceux qui ont fui devant Josué, fils de Nun »,. Et, selon le Sefer Yosippon, des descendants d'Ésaü se seraient établis dans le nord de l'Afrique. Juifs et Berbères cohabitent pendant longtemps à travers l'Afrique du Nord, favorisant les échanges culturels et humains.

### Les Juifs du Touat
Le Touat est une région du sud-ouest de l'Algérie actuelle, dans le Sahara, où les Juifs semblent avoir été présents depuis le IIe siècle, particulièrement dans la ville de Tamentit. Selon l'historien Jacob Oliel, les Juifs se sont établis au Touat dans les années 132 – 135 après la répression par les Romains de la révolte de Cyrénaïque de 115 – 117. Au VIe siècle, leur capitale est Tamentit où ils ont une synagogue. Cette communauté prospère tout au long du Moyen Âge, quand ils contribuent au développement des foggaras et du commerce transsaharien avant de disparaître à la fin du XVe siècle sous les coups d'un cheikh fanatique,. Il en reste des descendants qu'on reconnaît parfois à leur patronyme comme les Touati ou Touitou.

## De la conquête arabe à l'expulsion des Juifs d'Espagne
L'islamisation de l'Algérie débute au milieu du VIIe siècle et sa conquête par les Omeyyades est achevée avant la fin du même siècle.

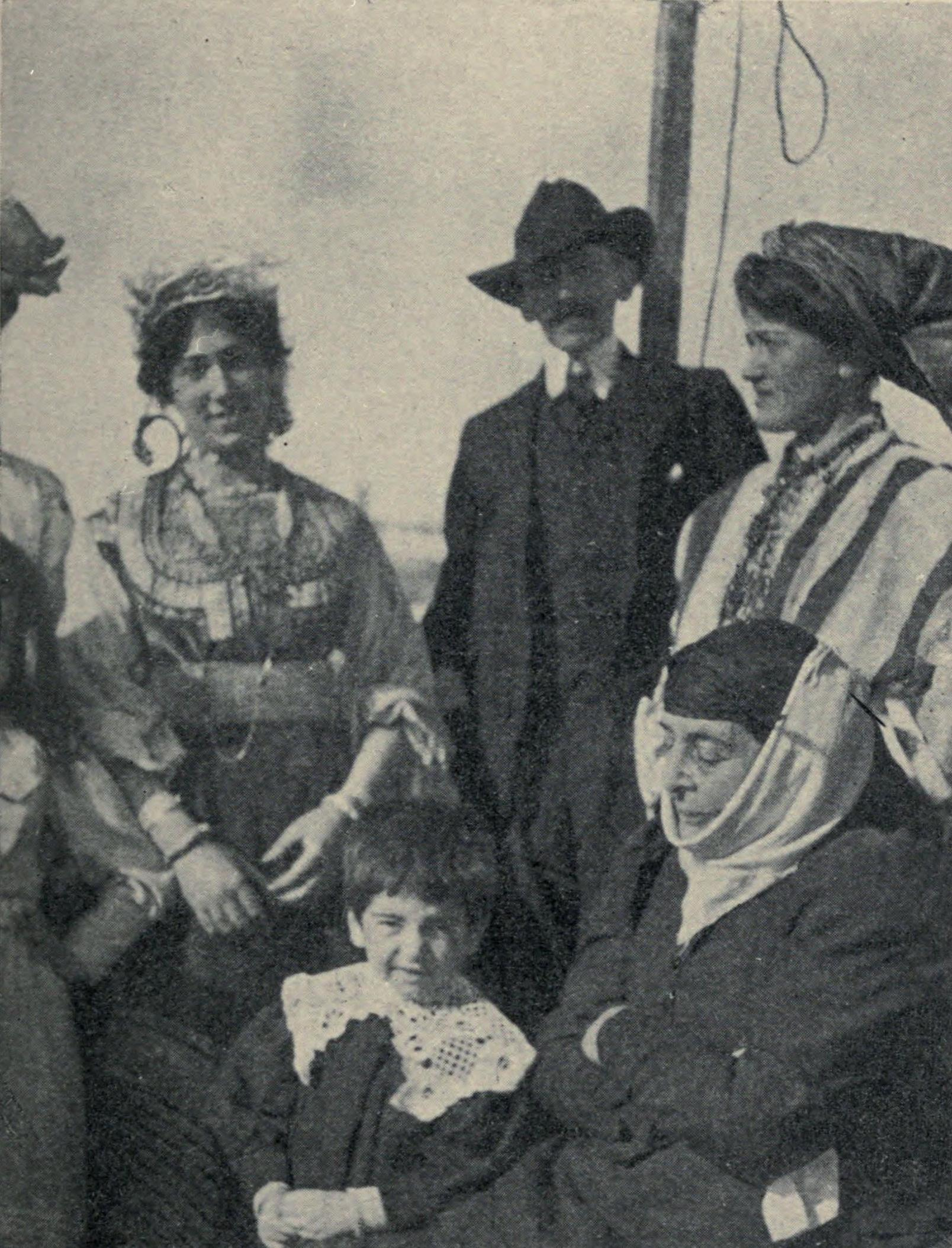
Juifs d'Alger portant leurs tenues (1905).

La résistance berbère est tenace. Une des figures les plus marquantes en est Dihya, dite la Kahina, dont beaucoup avec Ibn Khaldoun disent qu'elle était judaïsante. Pendant cinq ans environ, elle dirige les tribus berbères opposées aux Arabes avant d'être défaite.
L'immigration juive qui avait suivi la conquête arabe semble se poursuivre, ainsi qu'une certaine fusion avec des Judéo-Berbères. On trouve des communautés juives dans de nombreuses villes dont principalement Béjaïa, Alger, Oran, Constantine, Mostaganem mais aussi au sud ; Biskra, dans le M'zab et jusque dans les oasis sahariennes. Les communautés juives sont soumises au statut de dhimmis, comme sur toutes les terres musulmanes depuis le pacte du calife Omar ibn al-Khattab, au VIIIe siècle, qui tout en leur laissant la liberté du culte leur attribue un statut juridique et social très inférieur à celui des musulmans.
Après la défaite de la Kahina et la conquête de l'Andalousie, plusieurs révoltes des Berbères sufrites (kharidjisme berbère) ou rostémides déstabilisent le pouvoir abbasside au Maghreb. Les Kharidjites comme les Rostémides de Tiaret ou les dynasties berbères kharidjites de Tlemcen se montrent tolérants vis-à-vis des Juifs.
Au Xe siècle, résident en Algérie plusieurs savants juifs :
- Rabbi Juda ibn Quraysh, linguiste de Tiaret, qui produit une étude comparative de l’hébreu et de l’arabe à l’araméen.
- Rabbi Isaac ben Jacob Alfassi, décisionnaire halakhique, originaire de Fès, au Maroc, dont le grand-œuvre est le Sefer HaHalakhot (ספר ההלכות).

Vers la fin du Xe siècle, les Rostémides kharidjites s'installent au Mzab, lors des attaques almoravides. Plusieurs oasis où vivent les Kharidjites et les communautés juives se développent rapidement.
Après plusieurs siècles relativement paisibles, les Juifs d’Afrique du Nord sont au XIIe siècle soumis à une persécution terrible de la part des Almohades. Les communautés du Sud disparaissent en 1142, celle d'Oran, en 1145, celle de Tlemcen, en 1146 et celle de Bougie en 1147. En 1165, le pouvoir almohade instaure une politique de conversion forcée à l'islam pour les Juifs, avec interdiction de se marier avec des musulmans et de pratiquer le commerce à grande échelle. En 1198, Le souverain almohade Al Monsur impose aux Juifs de porter un vêtement particulier, de couleur jaune. Les Juifs doivent alors (au Maghreb comme en Espagne musulmane) choisir entre pratiquer clandestinement leur religion ou s’exiler vers les quelques pays accueillants, l’Égypte, la terre d'Israël ou l’Italie.
Les Almohades finissent par adoucir leur politique et autoriser les Juifs à vivre dans les villes maghrébines.
Entre le XIe et le XVe siècle, une importante population juive s'installe à Ghardaïa, capitale du Mzab,,.

## Après le déclin de l'Andalousie

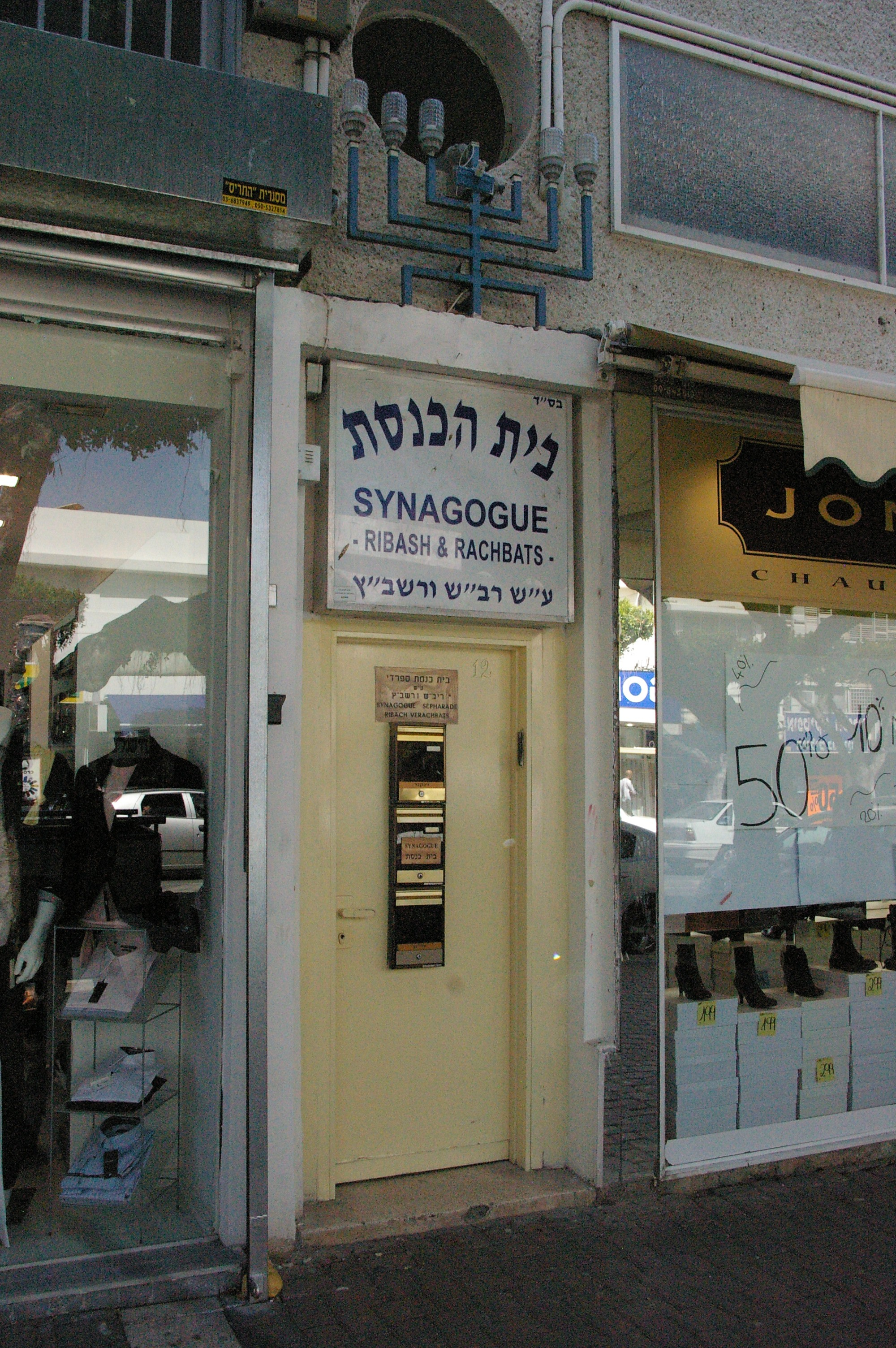
Synagogue de Netanya (Israël) de rite algérois, honorant deux rabbins algérois.

À partir du XIVe siècle et jusqu’au XVIIe siècle, l’émigration s’inverse. Les communautés nord-africaines voient arriver des Juifs d’Espagne notamment après les émeutes et persécutions anti-juives de 1391 en Catalogne, Aragon, Majorque ou Valence. Cette vague concerne plus particulièrement l'Algérie, et nombre de réfugiés s'établissent à Alger qui devient au XVe siècle un grand centre rabbinique. La plus grande vague pour l'Afrique du Nord est celle qui suit l’ordre d’expulsion prononcé en mars 1492 après la prise de Grenade, lors de la Reconquista, par les Rois catholiques d'Espagne. À leur arrivée en Algérie, les Juifs d’Espagne s’installent dans les villes du littoral et de l’intérieur du pays où ils fusionnent progressivement avec les Juifs autochtones. Ils s'installent principalement le long de la côte de Honaïne à l'ouest en passant par Oran, Mostaganem, Ténès, Alger, Bougie et jusqu'à Tunis en Tunisie. Nombreux sont ceux qui s'établirent à Tlemcen et dans d'autres cités de la plaine comme Constantine, Miliana et Médéa,. Les communautés juives d'Algérie connaissent alors une véritable mutation. S'ensuit dès le XVIe siècle un courant régulier de marranes portugais et de Juifs originaires de France, d'Italie (de Livourne plus particulièrement) et de Constantinople ottomane.
Ce sont les Juifs d'Espagne qui, sous la désignation de Séfarades (qui signifiait originellement « Juifs d’Espagne »), introduisent la liturgie du même nom. Finalement, ce sont toutes les communautés juives nord-africaines, et au-delà balkaniques et orientales qui adopteront la liturgie sépharade. Parmi les familles juives chassées d’Espagne et ayant trouvé refuge à Alger, on peut citer généralement parmi tant d'autres les Stora, les Duran, les Seror, les Benhaïm, les Oualid et les Ayache,. Ces familles revendiquent leurs ascendances purement espagnoles. Dès le début du XVe siècle, des rabbins d'origine espagnole prennent la tête des communautés algériennes :
- à Alger : Isaac ben Chechet dit le Rivach et Shimon ben Tsemah Duran dit le Rachbatz[46], tous deux nés en Espagne et qui prennent successivement la direction de la communauté juive d'Alger ;
- à Constantine : Maimun ben Saadia Najar[49] et Joseph ben Menir[46] ;
- à Tlemcen : Abraham ben Hakin et Ephraim Encaoua[46], rabbin né à Tolède, dont la tombe est devenue lieu de pèlerinage jusqu'au départ des Juifs d'Algérie ;
- à Oran : Amram Merovass Ephrati, rabbin et docteur ;
- à Béjaïa : Rabbi Benjamin et Amram Amar de Valence ;
- à Nedroma[réf. nécessaire].

La crainte des persécutions de la part des Espagnols reste si grande dans la communauté juive que les échecs de ceux-ci dans leurs tentatives de prendre Alger en 1541 puis en 1775 sont commémorés par les Juifs lors des Pourims d'Alger.

## L'Algérie ottomane

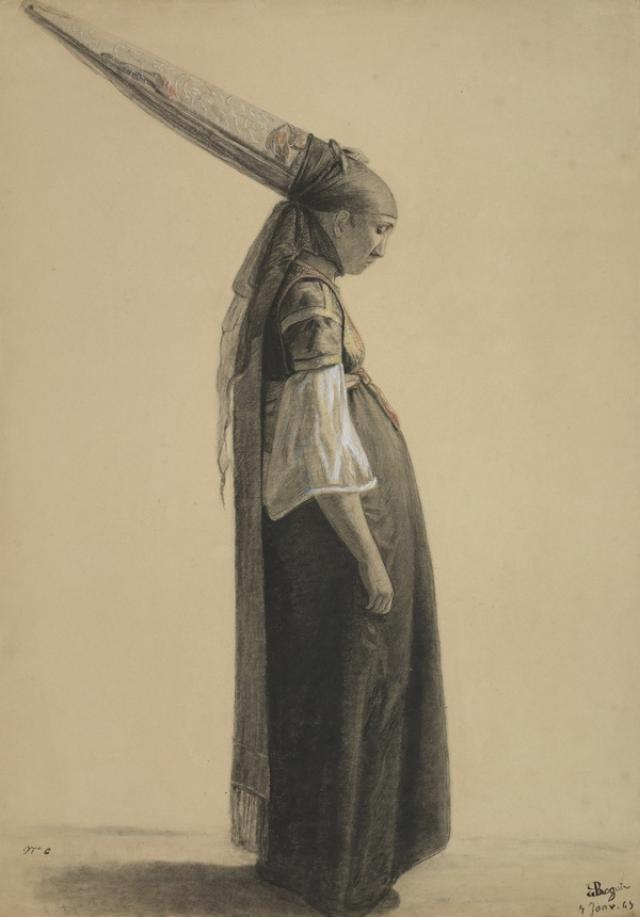
Juive d'Alger portant la sarma (coiffe),.

Au début du XVIIe siècle les Juifs du territoire algérien actuel se répartissent entre plusieurs communautés urbaines dont les plus importantes sont Alger, Mostaganem, Constantine et Tlemcen. On retrouve aussi des communautés rurales dans les oasis du Sud algérien : Mzab, Biskra, Touggourt. Ils sont en revanche absents de la plupart des montagnes algériennes et de la région des hautes plaines.
Pendant la période ottomane, les Juifs d’Algérie sont comme auparavant soumis au statut de « dhimmi » En cas de litige avec un musulman, ils sont jugés par un tribunal musulman où leur témoignage vaut moins que celui d'un musulman. Certains Juifs condamnés sont brûlés vifs à la porte de Bab El Oued.

Les XVIIe et XVIIIe siècles voient un renouveau des études talmudiques avec les rabbins Saadia Chouraqui qui est aussi mathématicien et Juda Ayache (1690 – 1760), dayan (c'est-à-dire juge du tribunal rabbinique) à Alger, auteur du traité Bet Yehuda (La maison de Juda) où il décrit les coutumes judéo-algéroises.

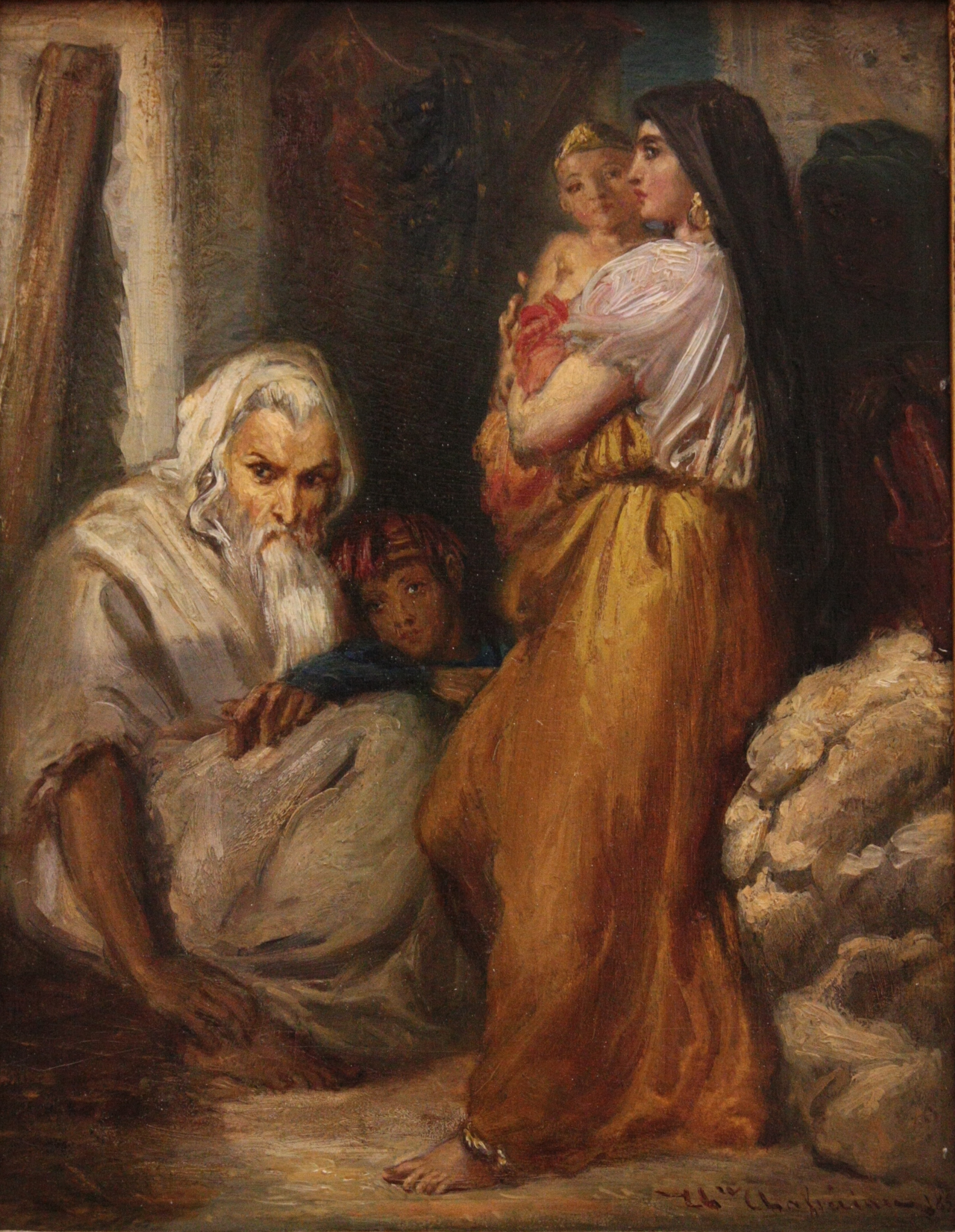
Intérieur juif à Constantine, T. Chassériau, XIXe siècle.

Au XVIIe siècle, arrivent les « Juifs francs », Granas de Livourne (Italie), très engagés dans le commerce maritime en Méditerranée. Ils sont aussi, en partie, d’origine ibérique. Les Livournais exportent d'Algérie des denrées agricoles comme le blé ou les agrumes, et artisanales comme la soie ou le cuir. Ils y importent d'autres produits agricoles, comme le sucre ou le café, et industriels comme la quincaillerie ou du fer et de l'acier, mais la masse des Juifs continuent de vivre dans la misère.
Les Juifs vivent en permanence sous la menace d'oppressions diverses, comme le massacre de 1805, dont témoigne le consul de France Dubois-Thainville. Celui-ci sauve alors la vie de 200 Juifs en les abritant dans son consulat. Cette même année, le chef de la Nation juive d'Alger, Naphtali Busnach, est tué alors que des émeutes ravagent les quartiers Juifs,. En 1815, c'est le grand-rabbin d'Alger, Isaac Aboulker, qui est décapité lors d'une émeute.

Il faut toutefois noter une grande diversité de situations dans l’espace et dans le temps. Des relations de bon voisinage, voire d’amitié, peuvent se nouer, notamment à l’occasion de la célébration des fêtes juives. La pratique des « protections », — tel ou tel individu se mettant sous la protection d’un notable musulman, d’un haut fonctionnaire ou du Dey, ou bien des consuls européens —, ne concerne pas que quelques riches marchands, mais s’étend parfois à des gens très modestes. Dans les campagnes, de nombreuses tribus juives vivent en complémentarité avec leurs voisines musulmanes.

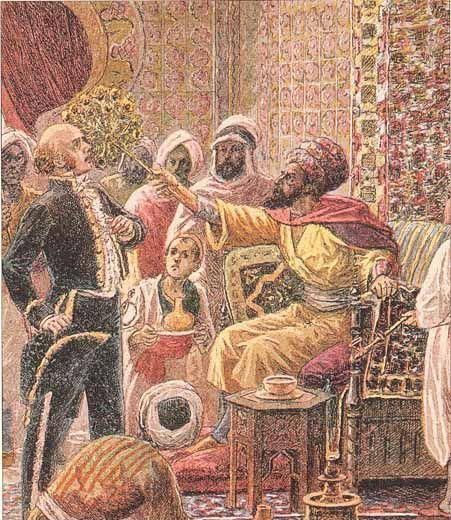
Le dey Hussein gifle le consul Deval avec son éventail sur cette illustration de 1827.

Durant la Révolution française, deux négociants Juifs originaires de Livourne, Bacri et Busnach, arrivent à nouer une relation privilégiée avec le dey d’Alger, devenant son conseil financier et bénéficient de privilèges et monopoles commerciaux qui font leur fortune. Ils fournissent en blé les armées du Directoire vers 1795 – 1796, sans parvenir à s’en faire régler le prix, sauf de façon partielle sous la Restauration. Ce conflit commercial connaît de multiples rebondissements plus ou moins dramatiques et empoisonne les relations entre la France et la Régence pendant une trentaine d’années.
David Bacri nommé par Napoléon consul général à Alger est décapité en 1811 par ordre du dey d’Alger,. Cet évènement est une première étape du conflit entre les Ottomans et les Français. Finalement, le dey Hussein, ne pouvant prélever sa part majoritaire sur le produit de la transaction non réglée, convoque le consul français Pierre Deval pour régler les dettes de la France. C’est donc à la suite de ce conflit commercial que surviennent l’affaire du « coup d'éventail », la prise d'Alger et la conquête de l’Algérie,.

### Quelques traits du judaïsme dans l'Algérie ottomane

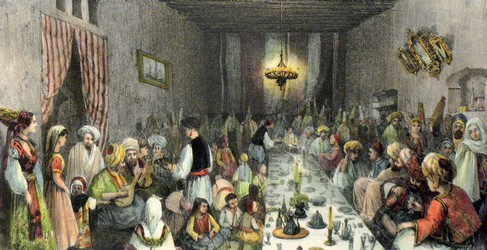
Festin juif en Algérie (1835).

Les communautés juives développent chacune leurs propres coutumes et leurs propres rites (algérois, constantinois, oranais…), qu'on retrouve aujourd'hui encore, puisque certaines synagogues sont, par exemple, de rite algérois ou d'autres de rite constantinois. Ce judaïsme accorde une grande importance à la Kabbale et à la vénération des « saints », c'est-à-dire des rabbins fondateurs comme le Ribach et Rachbatz ou encore Ephraim Encaoua à Tlemcen dont la tombe est fréquentée par les Juifs comme par les musulmans. Certaines synagogues deviennent des lieux de pèlerinage, telles Ghriba à Djerba (Tunisie), mais aussi celles d'Annaba (Bône) et de Biskra.

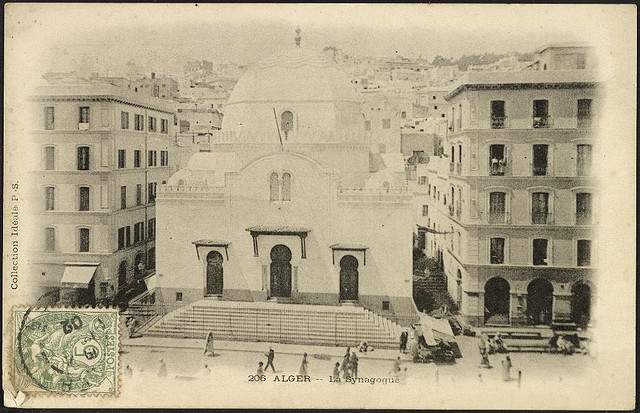
Synagogue d'Alger (1902).

Dans chaque ville, on trouve à la tête de la communauté le « chef de la nation juive » (mokdem), nommé par le pouvoir et chargé de la collecte des impôts. Malgré les risques que comporte cette fonction, elle est très recherchée pour son influence auprès du Dey. Les procès entre Juifs sont jugés par les juges des tribunaux rabbiniques, mais ceux impliquant aussi des musulmans sont jugés par des musulmans. Autres notables importants, les Guizbarim sont chargés des œuvres de bienfaisance.
Les Juifs, qui, comme dhimmis, n'ont pas le droit d'être propriétaires fonciers, sont le plus souvent artisans ou commerçants : tailleurs, brodeurs, cordonniers, mais aussi orfèvres, bijoutiers ou joaillers. Ils peuvent même battre la monnaie du Dey. Comme commerçants, ils assurent les liaisons avec les provinces sahariennes. Grâce à leurs liens professionnels et familiaux avec les Juifs de Livourne, ils sont en relations d'affaires avec les ports européens de la Méditerranée comme Marseille. Cette puissance commerciale et financière leur donne accès au Dey.
Dans son ouvrage, L'État d'Alger, William Shaler, consul des États-Unis à Alger de 1815 à 1828 dénonce l'« oppression et les outrages » dont souffrent les Juifs à Alger qui y sont frappés de corvées arbitraires et y sont dépourvus de statut légal au point de n'avoir pas le droit de se défendre s'ils sont molestés par un musulman. Ils sont aussi pillés lors des   janissaires.

### Le cas particulier d'Oran

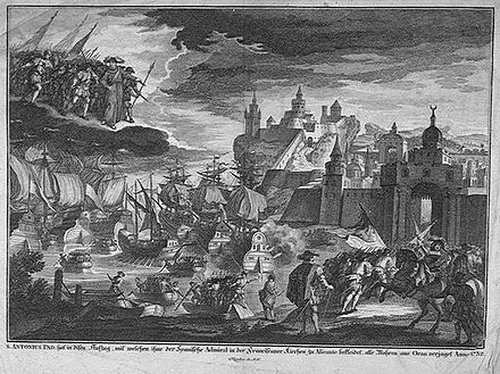
Prise de la ville d'Oran en 1732 par le comte de Mortemar.

Oran est occupé par les Espagnols de 1509 à 1708. Malgré l'expulsion des Juifs d'Espagne, plusieurs dizaines de familles sont autorisées à rester dans Oran à cause des services rendus lors de la prise d'Oran par les Espagnols. Mais, en 1669, les Juifs sont finalement expulsés d'Oran. En 1708, les Ottomans reprennent Oran et les Juifs reviennent pour repartir lors de la reprise de la ville par les Espagnols en 1732 et ne revenir qu'à la fin du XVIIIe quand les Espagnols sont définitivement chassés.
De manière similaire en 1520, la communauté juive de Bougie est expulsée par l'occupation espagnole mais se reforme dans l'arrière-pays.

## La période de la colonisation française 1830 – 1962

### De la prise d'Alger au sénatus-consulte de 1865
La conquête de l'Algérie est marquée en 1835 par le massacre des Juifs de Mascara par les Arabes fuyant la ville sur le point d'être prise par les Français et par le dramatique exode des survivants.

#### Évolution du statut des Juifs

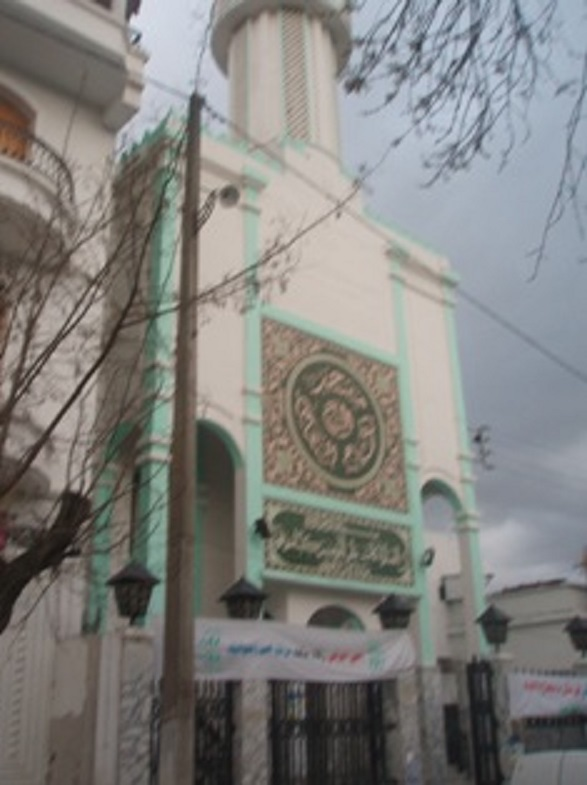
Ancienne synagogue de Sidi Mabrouk à Constantine, maintenant mosquée (2012).

En 1830, à la suite de la colonisation française de l’Algérie, les Israélites sont libérés du statut de dhimmis : ils reçoivent dans un premier temps l’égalité des droits avec les « indigènes » musulmans, en application de l’acte de capitulation passé entre le général de Bourmont et le Dey d’Alger, qui garantit le respect de toutes les religions. Aussi, dès que les premières écoles françaises sont ouvertes, en 1831, les Juifs y envoient leurs enfants. Ils renoncent rapidement ensuite à leurs tribunaux religieux, à la différence des musulmans, pour se soumettre aux tribunaux français de droit commun, appliquant le droit mosaïque (avec l’expertise d’un rabbin).
Le pouvoir, sous les règnes de Louis-Philippe Ier et Napoléon III, constatant cette volonté des indigènes juifs de se rapprocher de la France, dont les élites adoptent rapidement la langue, préparent alors l’accession des Juifs à la citoyenneté française, c’est-à-dire à l’égalité complète. L’Empereur Napoléon III accorde en 1865, par senatus-consulte du 14 juillet, la citoyenneté aux indigènes juifs et musulmans qui la désirent et en acceptent les obligations (abandon du statut personnel et service militaire comme les autres citoyens). Mais deux Juifs seulement effectuèrent les démarches. L'unique décret impérial pris le 5 décembre 1866 à Compiègne à la suite du sénatus-consulte du 14 juillet 1865 mentionne leurs noms : Salomon Fraïm-Chouraqui de Médéa et Mardochée Darmon de Tlemcen. Ni les Juifs ni les musulmans ne voulant renoncer à leur statut religieux, l'État consulte alors les autorités religieuses juives pour connaître leur réaction en cas de naturalisation collective. Après réflexion, ces autorités acceptent la naturalisation collective qui intervient le 24 octobre 1870 et qui est connue sous le nom de décret Crémieux.

#### Démographie

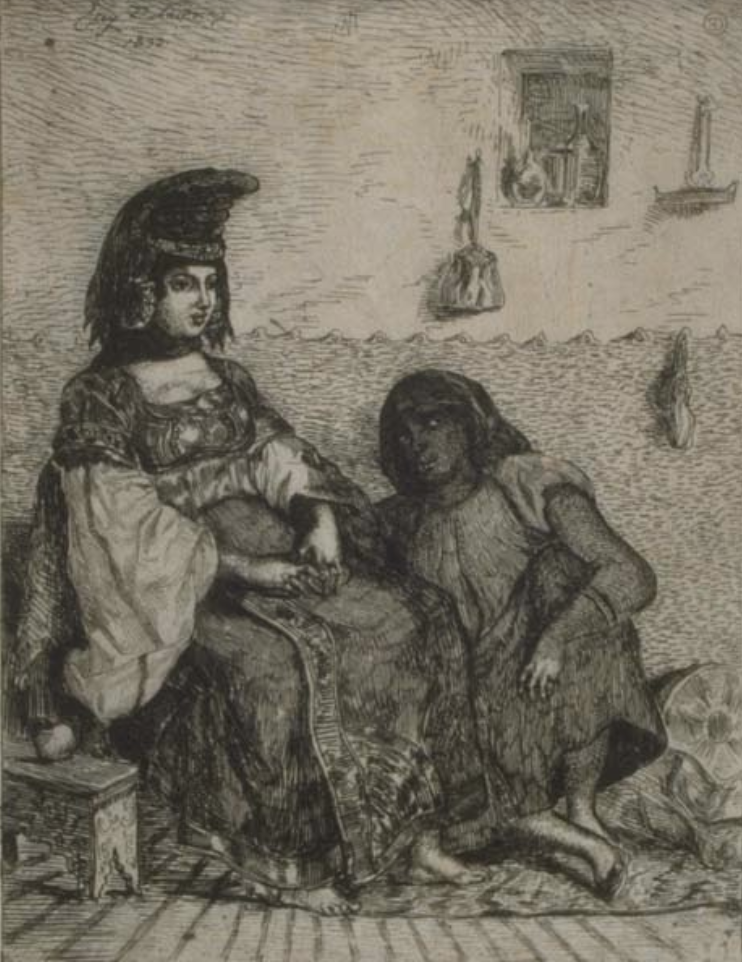
Juive d'Alger
E. Delacroix (1833).

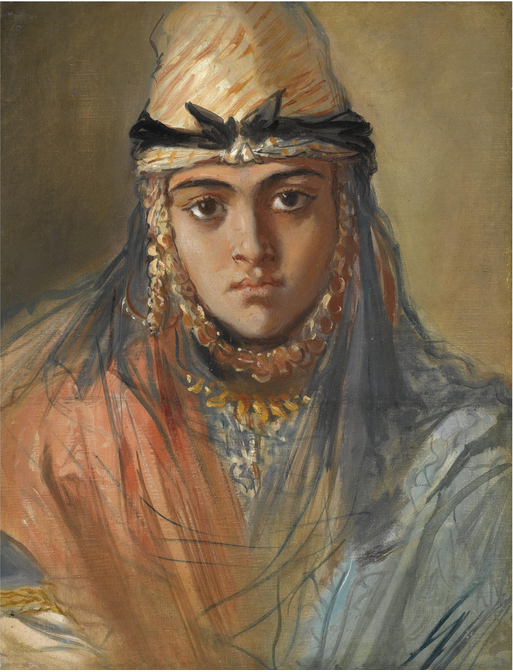
Tête de jeune algérienne juive,
Th. Chassériau (1855).

Lorsque les Français débarquent en Algérie, de 15 000 à 17 000 Juifs y vivent sur une population totale de 3 000 000 de personnes. Ils sont pour 80 % d’entre eux citadins alors que la population musulmane ne l’est qu’à 5 %. 6 500 Juifs vivent à Alger où ils représentent 20 % de la population. Ils sont 3 000 à Constantine, 2 000 à Oran, et 1 508 à Tlemcen,. On retrouve aussi de petites communautés vivant dans les oasis du Sud, Juifs du Mzab et de Laghouat ainsi que quelques groupes de Juifs vivant sous tente et nomadisant comme les musulmans dans la région de Souk Ahras.
À partir des années 1840, un phénomène de migration des Juifs de Tunisie et du Maroc, dont des Tétouanais apparaît, alimenté par des changements politiques en Algérie. Témoignage de l'impact démographique de ces migrations, on compte en 1902, sur 1 176 décès de Juifs en Algérie, 153 ressortissants étrangers, principalement marocains et tunisiens.
Sur le plan économique, la plupart des Juifs continuent d'exercer leur artisanat traditionnel. Ils sont tailleurs, brodeurs, horlogers, chaudronniers, tisserands ou orfèvres. Mais une petite minorité réussit dans le commerce de gros et assimile rapidement la culture française.

### Du décret Crémieux aux années 1930

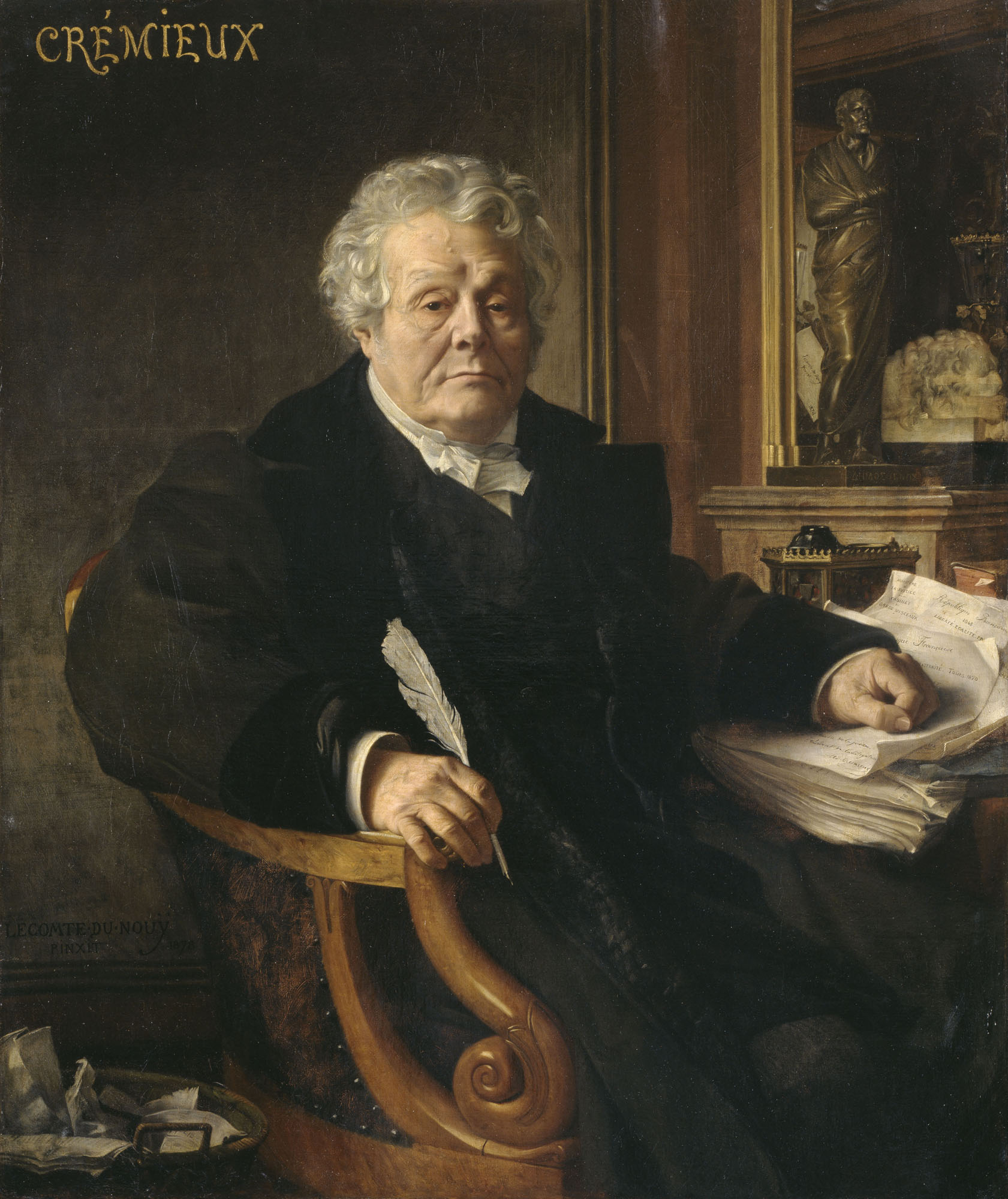
Adolphe Crémieux.

Lors de la guerre franco-allemande de 1870, le Gouvernement de la Défense nationale attribue d’office la citoyenneté française aux Juifs d’Algérie par le décret Crémieux du 24 octobre 1870, mettant fin au statut civil mosaïque, et soumettant d’emblée tous les nouveaux citoyens au service militaire. Ainsi, à une époque où la position de la France est menacée dans cette colonie, y sont créés quelque 34 574 citoyens français de plus. Le fait qu’un tel décret ne soit pas pris en faveur des musulmans, malgré le souhait d'Adolphe Crémieux, s'explique par l'hostilité des militaires et des colons qui refusent la moindre concession aux musulmans.
Pour autant, le décret Crémieux ne s'applique pas aux Juifs du Mzab, car cette région n'est pas alors sous le même statut administratif. La nationalité française ne leur sera attribuée qu'à la veille de l'indépendance de l'Algérie. Le décret du 7 octobre 1871 réduit quelque peu la portée du décret Crémieux en retirant du champ d'application les Juifs vivant en Algérie nés en Tunisie ou au Maroc.

#### Francisation
En 1830, les Juifs ont un mode de vie très comparable à celui des Arabes. En 1962, à l'indépendance de l'Algérie, ils quittent presque tous l'Algérie pour la France. En un peu plus d'un siècle, la communauté juive d'Algérie s'est transformée sous l'influence de l'école, de l'Armée mais aussi du judaïsme français.

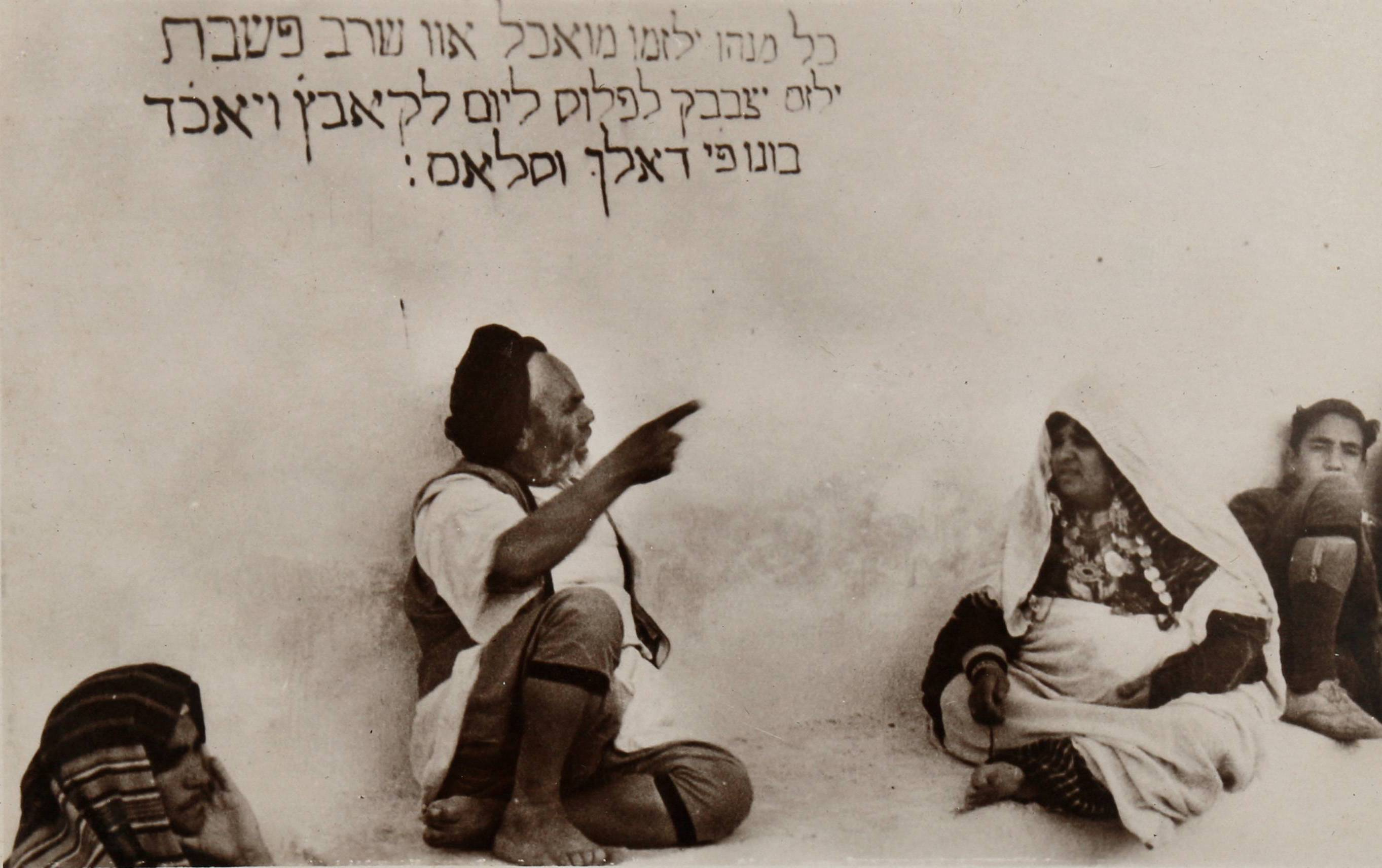
Juifs d'Algérie (v. 1915).

Dès 1832, des écoles juives dispensant un enseignement en français sont ouvertes dans les principales communautés juives d'Algérie. En 1845, des écoles juives sont financées par l'État sur le modèle des écoles catholiques. Le décret Crémieux suivi des lois de Jules Ferry rend l'instruction obligatoire et gratuite. Cet enseignement laïc est la première cause de la francisation des Juifs d'Algérie.
Dès les années 1865, des Juifs s'engagent dans l'armée française et le décret Crémieux faisant d'eux des citoyens français assujettit tous les jeunes hommes au service militaire à partir de 1875. Certes, seules quelques classes font leur service (d'une durée d'un an jusqu'en 1914) en France et la plupart le font en Algérie, mais ils côtoient sous les drapeaux d'autres pieds-noirs de toutes origines, ce qui accélère, comme pour les Espagnols, Italiens et autres nationalités, l'intégration à la communauté française.

##### Influence des Juifs et du judaïsme de la métropole

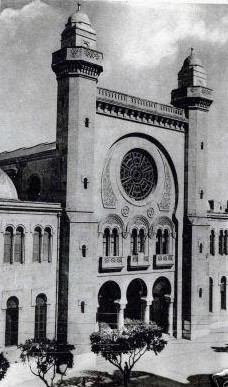
La Grande synagogue d'Oran (avant 1918).

La colonisation française en Algérie se double pour les Israélites de ce que Simon Schwarzfuchs appelle un « colonialisme juif » venu de métropole.
À partir de la conquête de l’Algérie par la France, les Juifs de France s’intéressent au sort de leurs coreligionnaires, et envoient sur place des émissaires qui rendent des rapports bienveillants mais souvent condescendants envers les Juifs d’Algérie, les montrant désireux de se rapprocher de la civilisation française. En 1842, deux notables Juifs marseillais Jacques Isaac Altaras et Joseph Cohen sont envoyés en mission sur recommandation du ministère de la Guerre pour préparer la « réforme » des communautés juives d'Algérie. Leur rapport fait des propositions radicales : suppression des tribunaux rabbiniques, établissement d'écoles sous contrôle de l'État français, établissement du consistoire comme en métropole, interdiction du costume traditionnel,.

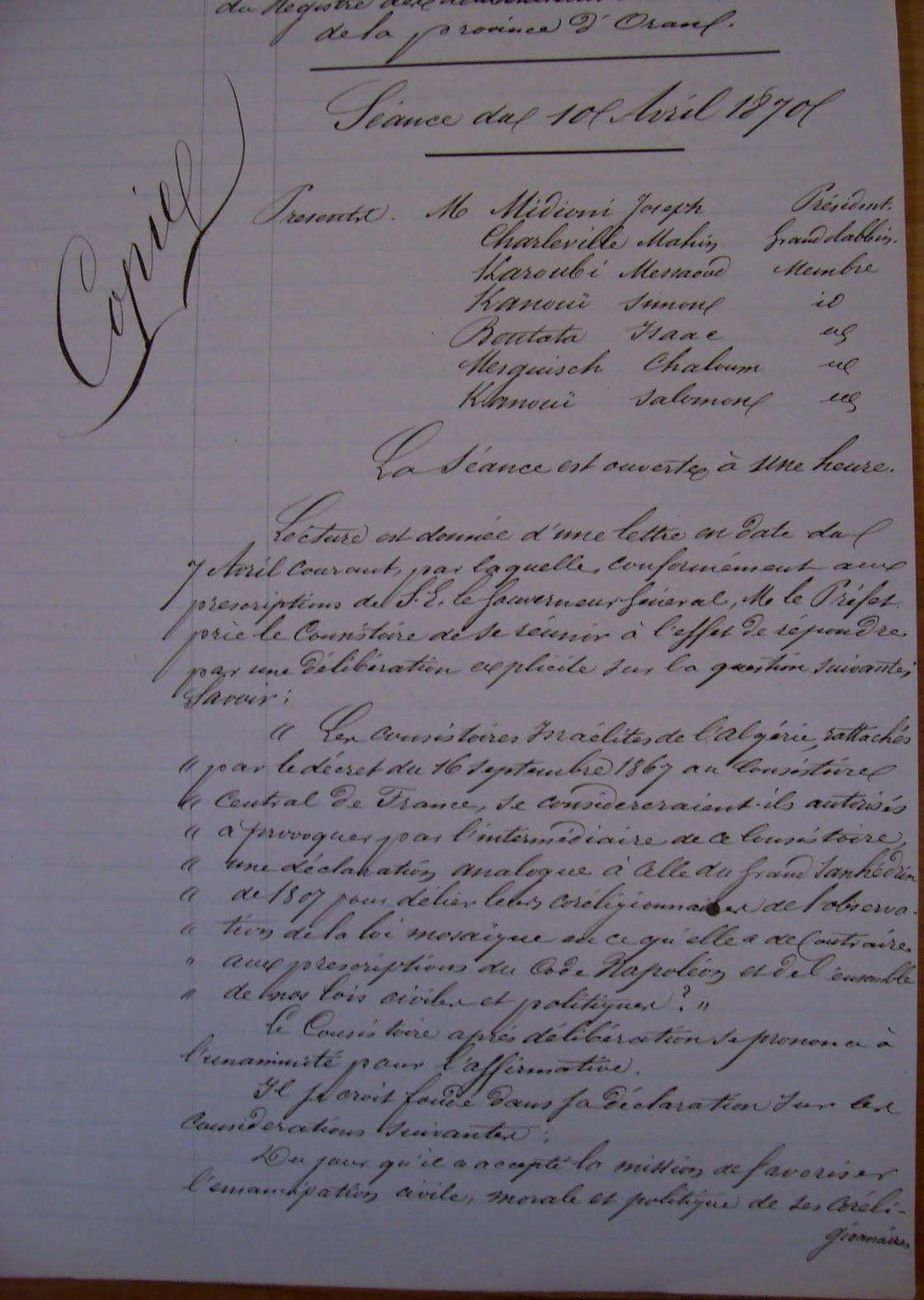
Délibération du consistoire israélite de la province d'Oran, en date du 10 avril 1870, autorisant le Consistoire Central de France à délier ses coreligionnaires de la loi mosaïque en ce qu'elle a de contraire au Code Napoléon et aux lois civiles et politiques de la France.

Ce sont eux qui demandent au gouvernement que les instances consistoriales soient étendues à l’Algérie. Cette requête sera plusieurs fois refusée par le gouvernement qui ne veut pas organiser le culte israélite puis finalement acceptée en tant qu’« œuvre philanthropique digne de la France ». Ainsi, par l’ordonnance royale de Saint-Cloud du 9 novembre 1845, un Consistoire central est créé à Alger ainsi que deux autres à Oran et Constantine, chapeautés par des grands-rabbins originaires de France, de culture ashkénaze qui imposent en partie, au fil du temps, mais non sans heurts, le point de vue consistorial sécularisé aux Israélites algériens et les éloignent des traditions juives nord-africaines.
Cette influence des Juifs de la métropole est encore accrue sous le Second Empire et en 1867 le consistoire d'Algérie est supprimé. Le grand-rabbin de France devient grand-rabbin de France et d'Algérie. Seuls subsistent des consistoires locaux, rapportant directement au Consistoire central de France. Quant à l'Alliance israélite universelle (AIU) dont le réseau scolaire se développe au Maroc et en Tunisie, elle préfère, en Algérie, la scolarisation des enfants juifs par l'école publique plutôt que par des écoles de l'Alliance puis, à partir de 1900, participe à la réforme de l'enseignement religieux aux dépens des rabbins traditionnels. Cette francisation du judaïsme se retrouve dans le vocabulaire utilisé pour évoquer les étapes de la vie juive : les Juifs d'Algérie parlent souvent de « baptême » pour la brith milah et de « communion » pour la bar mitsvah.

##### Assimilation ou acculturation?

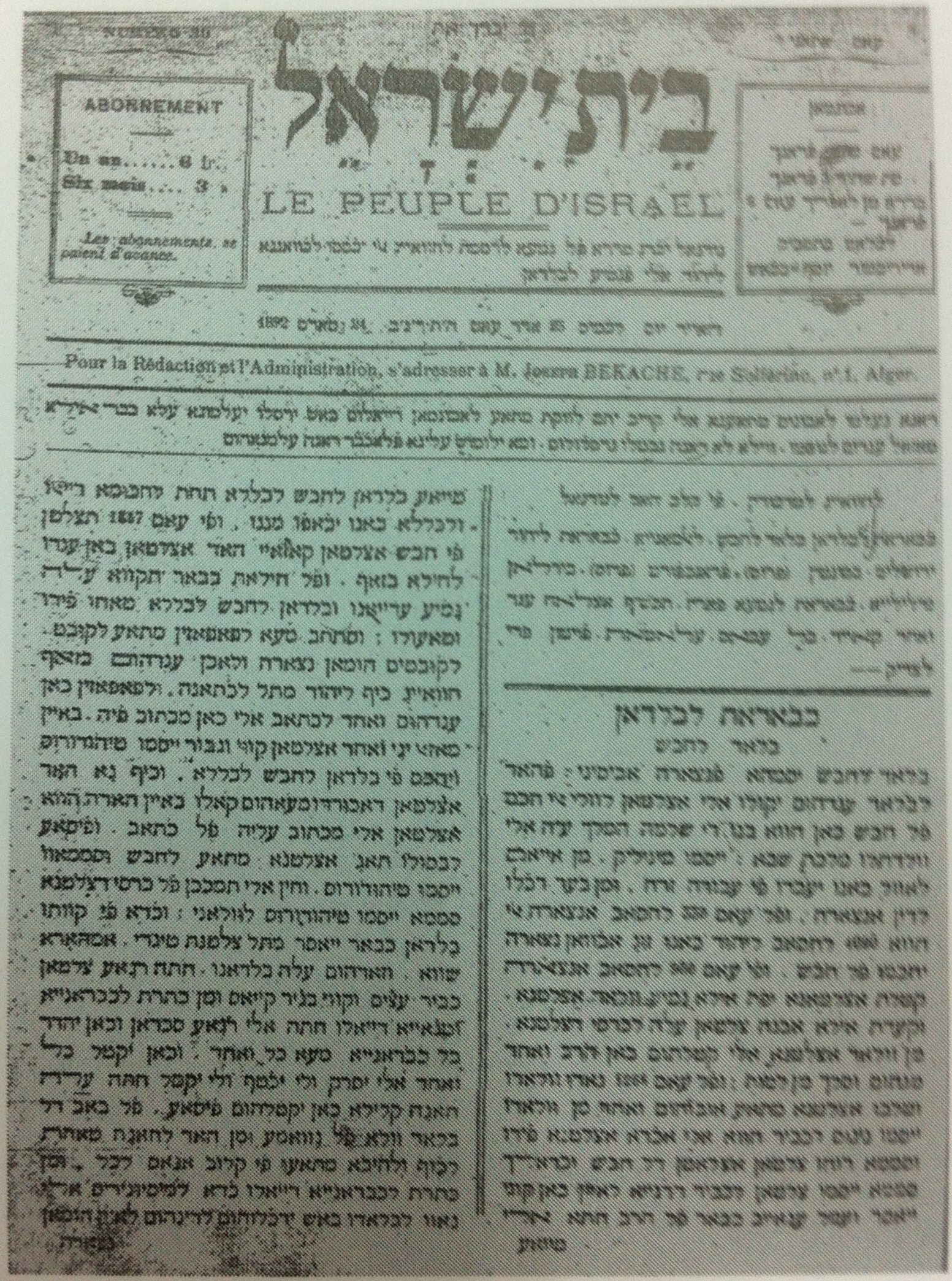
Journal « Beit Israel » (בית ישראל) en judéo-arabe, édité par Shalom Bekache en Algérie (entre 1890-1892).

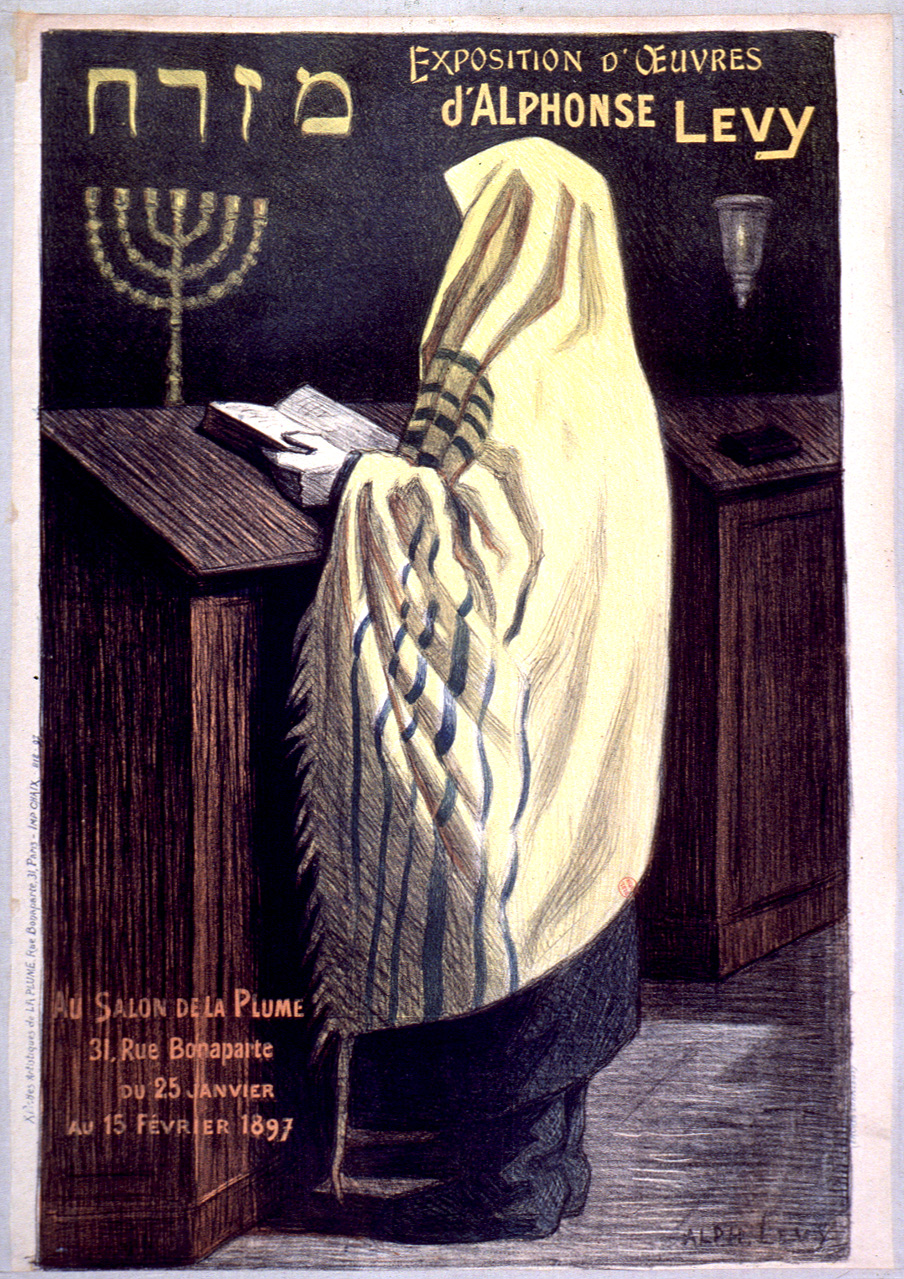
Affiche pour l'exposition d'Alphonse Lévy au Salon de la Plume à Paris (1897)

Les Juifs semblent plus disposés à « s'assimiler », à se montrer « perméables » aux influences françaises que les musulmans. La communauté juive va rapidement se franciser, et principalement grâce à l'école où chrétiens, Juifs et musulmans apprennent à se connaître. À partir de 1860 – 1870, la jeunesse s’habille majoritairement à l’européenne, ; les prénoms aussi évoluent : les prénoms français remplacent les prénoms hébraïques ou arabes qui sont désormais portés en deuxième position dans l'ordre de l'état civil. L’usage du français remplace celui de l’arabe et du berbère comme langue courante chez les Juifs comme en témoignent deux personnalités juives algériennes venues d’horizons très différents, le journaliste Jean Daniel et le rabbin Léon Ashkenazi :
« Je ne porte pas les stigmates d’une arabité particulière. Mes amis arabes parlaient français. Je n’ai pas appris l’arabe et je le regrette. Et il était déconseillé de le faire. Au temps de mon enfance, la présence française est très forte et de nombreux musulmans en sont imprégnés. »
« Je me souviens que quand j’étais tout enfant, j’assistais aux études de mon père et de mon grand-père. Ils étudiaient en  judéo-arabe, parce que la langue de mon grand-père était le judéo-arabe […] Le grand mystère c’est que mon père m’a enseigné en français. Comment a-t-il traduit ? Je ne sais pas parce qu’il était d’une génération qui n’a pas du tout reçu de la métropole les moyens d’une formulation. Ce travail c’est notre génération qui a été obligé de le faire. […] Le grand-père avait appris en arabe et le père avait enseigné au fils en français. Comment cela s’est-il fait ? Je crois que c’est mystérieux mais cela s’est fait.  »

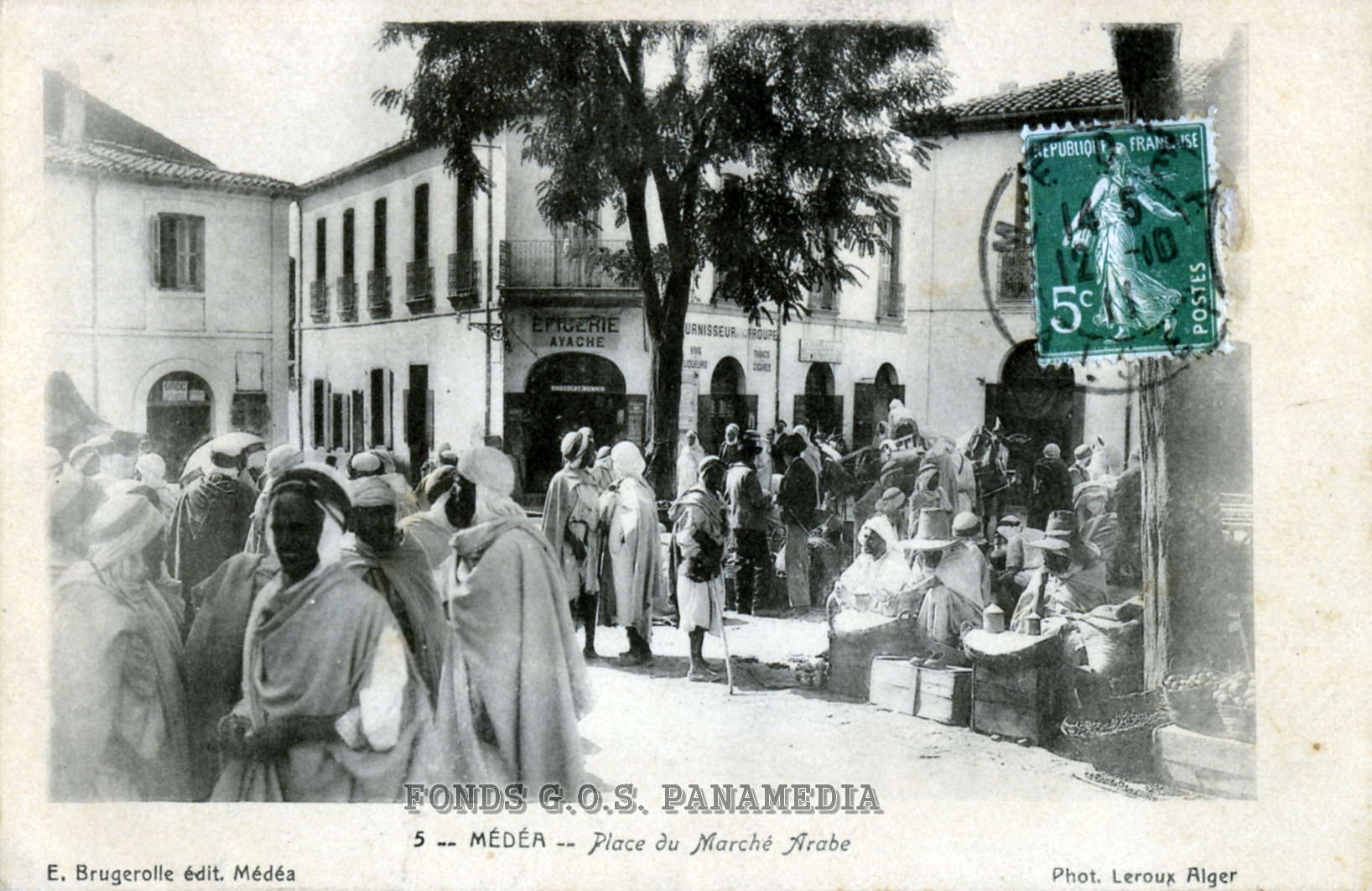
L'épicerie Ayache sur la place du Marché arabe à Médéa (vers 1910).

Cette assimilation au modèle français, bien que plus marquée qu’en Tunisie ou au Maroc, n’est cependant pas aussi poussée que celle s’opérant chez les Juifs de métropole. Ainsi, très peu de mariages mixtes sont contractés, et les Juifs restent un groupe distinct au sein de la population bénéficiant de la citoyenneté française en Algérie. De même, la pratique religieuse des Juifs algériens reste globalement plus importante que celle des Juifs de l’Hexagone de la même époque.
Joëlle Allouche-Benayoun défend la thèse selon laquelle les femmes ont joué un rôle central, bien que largement méconnu, dans l’intégration de leurs familles à la culture française.

##### Sionisme
Le judaïsme algérien est « presque totalement hermétique à l’activité sioniste », ce qui s’explique par l'attachement tout particulier des Juifs à la France, dont ils sont les citoyens et pour laquelle ils ont combattu durant la Première Guerre mondiale, alors que les communautés voisines de Tunisie et du Maroc y sont beaucoup plus réceptives. Cette spécificité algérienne a pour conséquence pratique que leur émigration (aliyah) vers Israël se soit toujours maintenue à des niveaux très faibles. De fait, l’Algérie est le seul pays musulman dont les habitants juifs n’émigrent pas majoritairement vers ce pays.

#### Antisémitisme européen

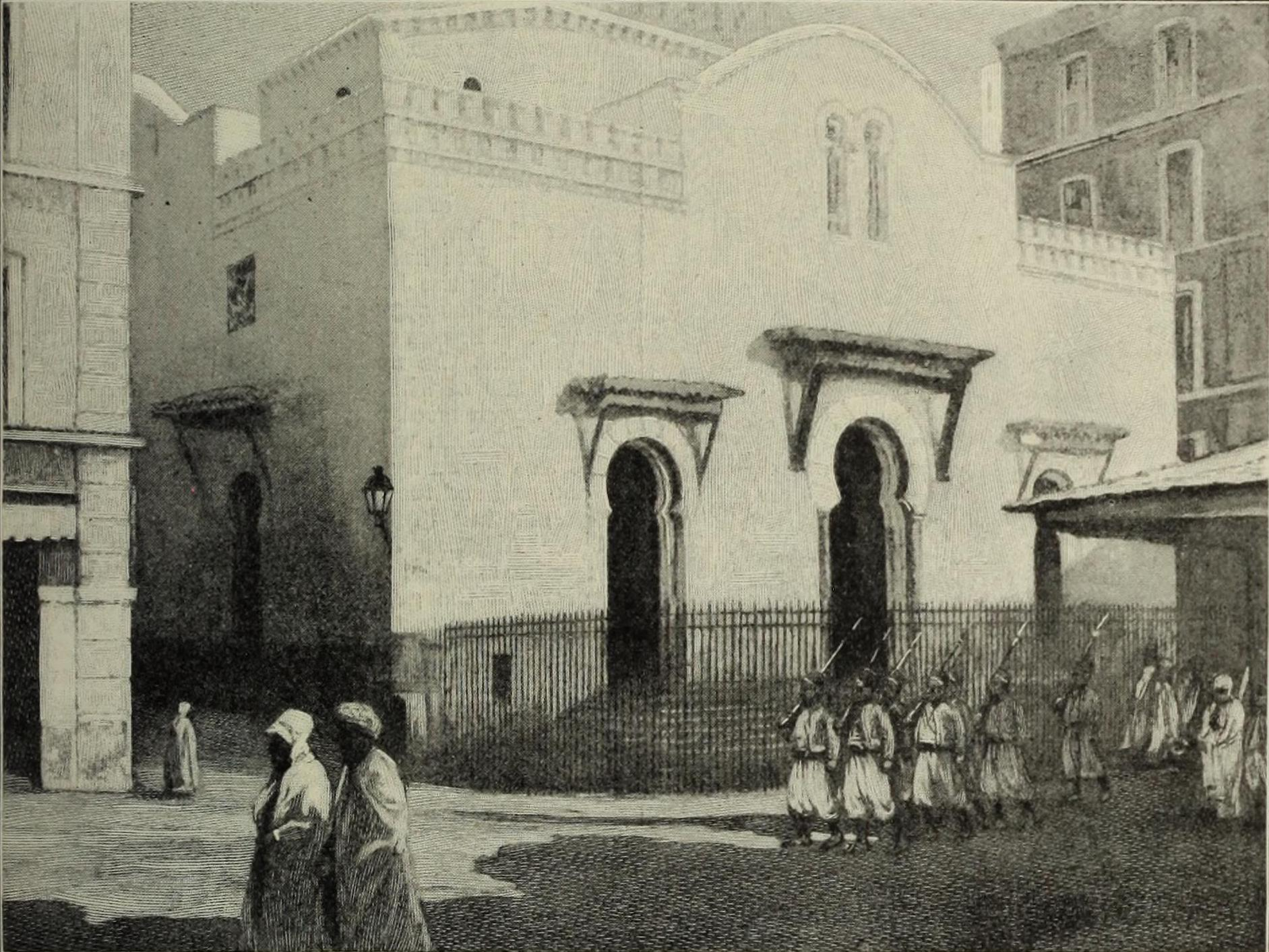
Relève de la garde devant la Grande synagogue d'Alger pendant les émeutes de 1898.

Les représentants des colons soutiennent initialement les démarches visant à attribuer la citoyenneté française aux Juifs d’Algérie : des vœux en ce sens sont votés à plusieurs reprises, entre 1858 et 1870, par chacun des 3 conseils généraux, sans opposition ni des conseillers européens, ni des conseillers musulmans, dont le bachaga Mokrani au conseil de Constantine. 

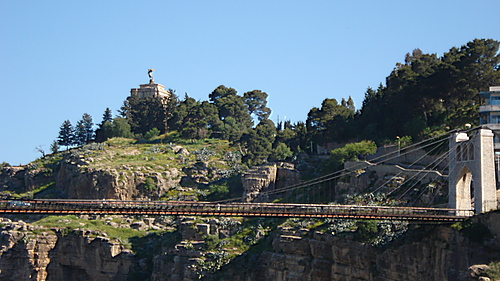
Pont suspendu de Sidi M'Cid reliant la médina de Constantine au CHU et monument aux morts de Constantine en hommage aux 800 soldats musulmans, chrétiens et juifs de Constantine, tombés lors de la Première guerre mondiale.

Mais il en est autrement après l’entrée en vigueur du décret Crémieux. Les Européens se rendent soudain compte que cette entrée des indigènes juifs en citoyenneté constitue une première mesure de décolonisation partielle, risquant de constituer un précédent opposable par les musulmans. Dès lors, l’hostilité à ce décret devient un leitmotiv du camp colonialiste, qui suscite des émeutes antijuives sanglantes (à Alger en 1896 et 1898 et à Oran en 1897), et qui parvient à faire élire plusieurs antisémites notoires, à Constantine en 1896, l’avocat Morinaud, à Oran en 1897, le pharmacien Gobert, à Alger en 1898, Max Régis à la mairie et Édouard Drumont au Parlement. Certains colons s’opposent à la mesure en la prétextant injuste par rapport aux musulmans, mais aucun d’eux ne pousse cette sollicitude envers les musulmans jusqu’à en demander l’attribution pour ces derniers. Quant à leurs groupes de pression, ils vont jusqu’à appeler au soulèvement contre la métropole et vont demander en permanence la suppression du décret Crémieux et ce, jusqu’à l’instauration du régime de Vichy.
Seule, la Première Guerre mondiale apporte un apaisement temporaire à cet antijudaïsme des « pieds-noirs » avec la mobilisation de tous les Français y compris ceux d'Algérie et les lourdes pertes qui s'ensuivent : 2 850 Juifs d'Algérie tombent au champ d'honneur.

À l’approche de la Seconde guerre, un fort courant antisémite reprend parmi les pieds-noirs européens comme en témoigne la manchette permanente en gros caractères du Petit Oranais, reprenant la sentence de Luther :
« 
Il faut mettre le soufre, la poix, et s’il se peut le feu de l’enfer aux synagogues et aux écoles juives, s’emparer de leurs capitaux et les chasser en pleine campagne comme des chiens enragés  »
Ces signes antisémites se multiplient ; le docteur Jules Molle (1868-1931), député-maire d’Oran et directeur du Petit Oranais, arbore déjà la croix gammée et obtient le boycott des commerçants juifs.

Cimetières
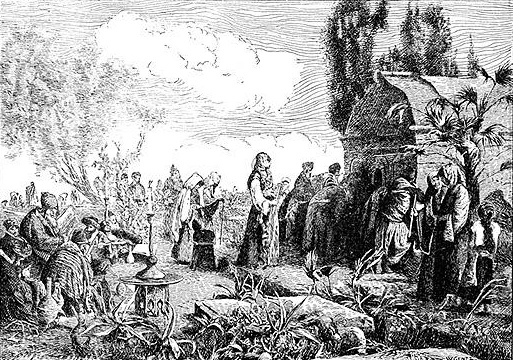
Pèlerinage sur la tombe d'Isaac bar Shechet à Alger.
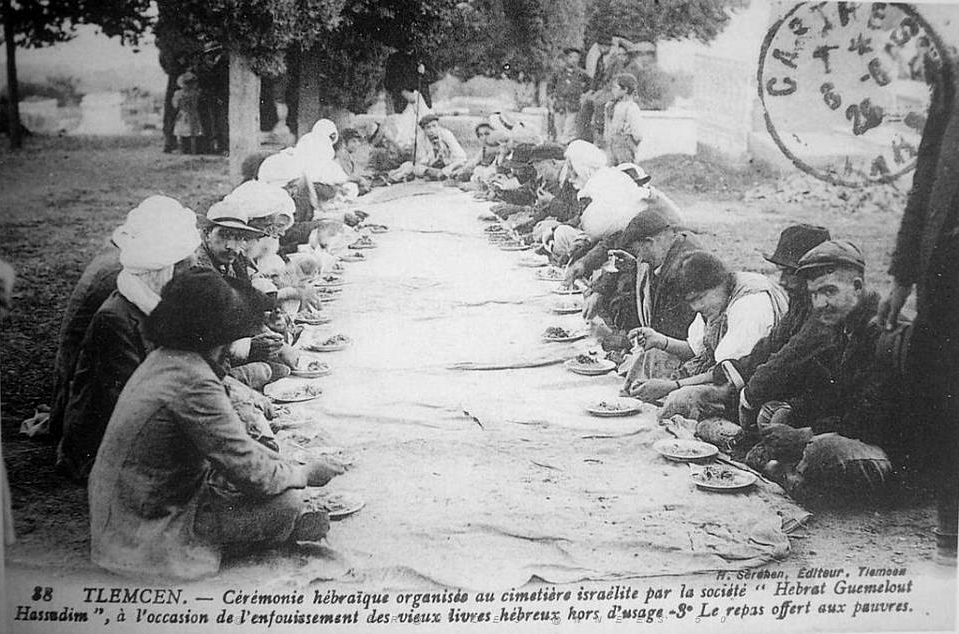
Cérémonie au cimetière de Tlemcen organisée par la société Evrat Guemelout après l'enfouissement des livres sacrés hors d'usage, avec repas offert aux pauvres (début XXe).
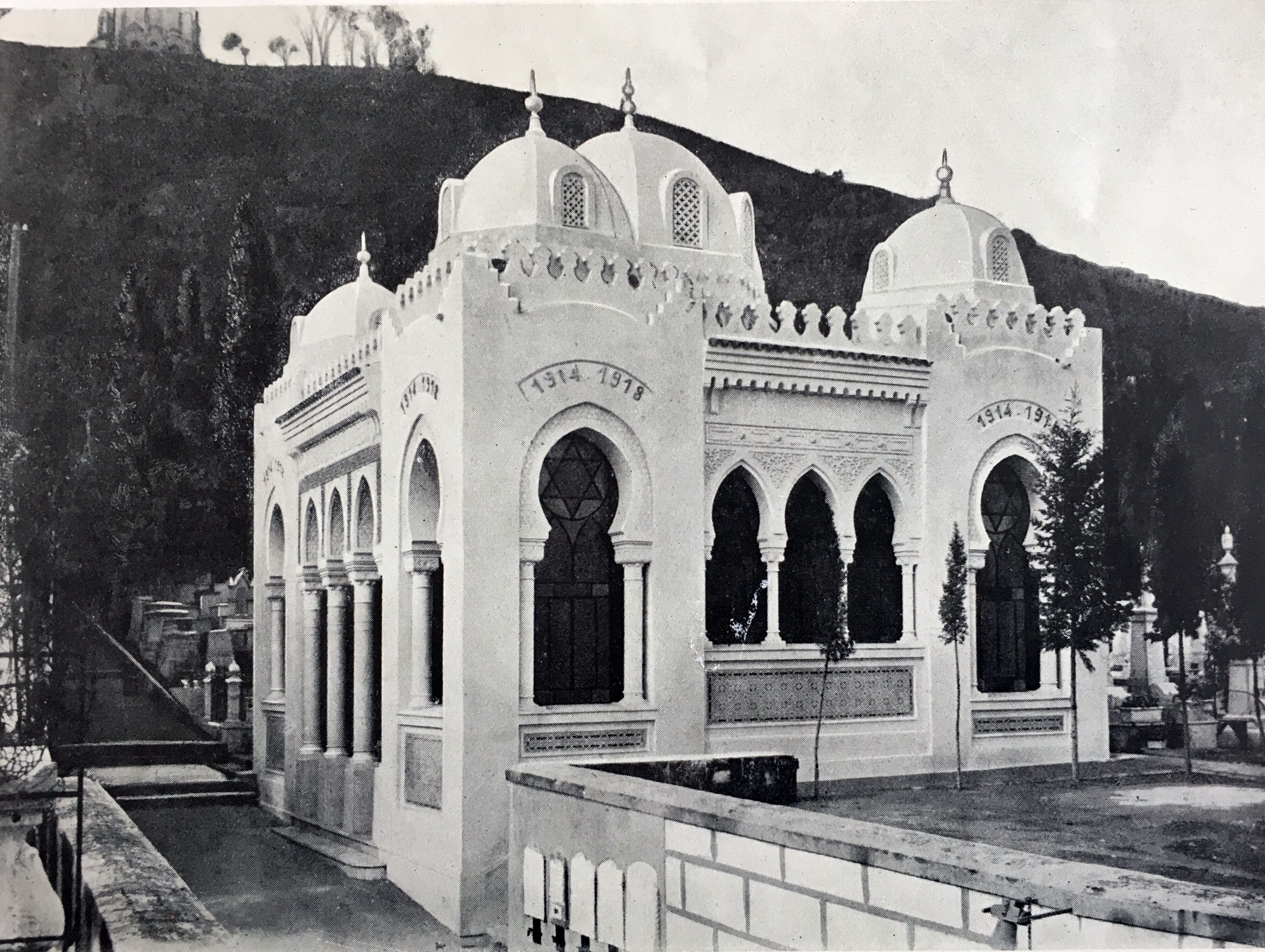
Monument aux morts du cimetière israélite de Saint-Eugène  (1927).
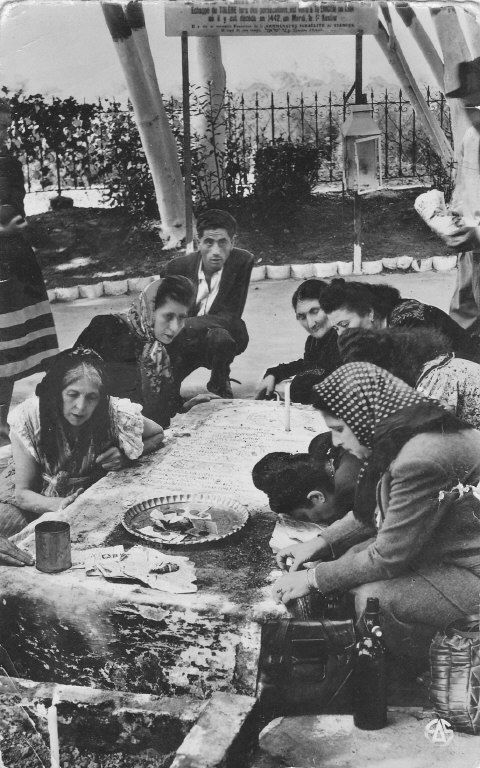
Sur la tombe de Rabbi Ephraim Ankaouah, Tlemcen.

#### Opposition avec les Arabes

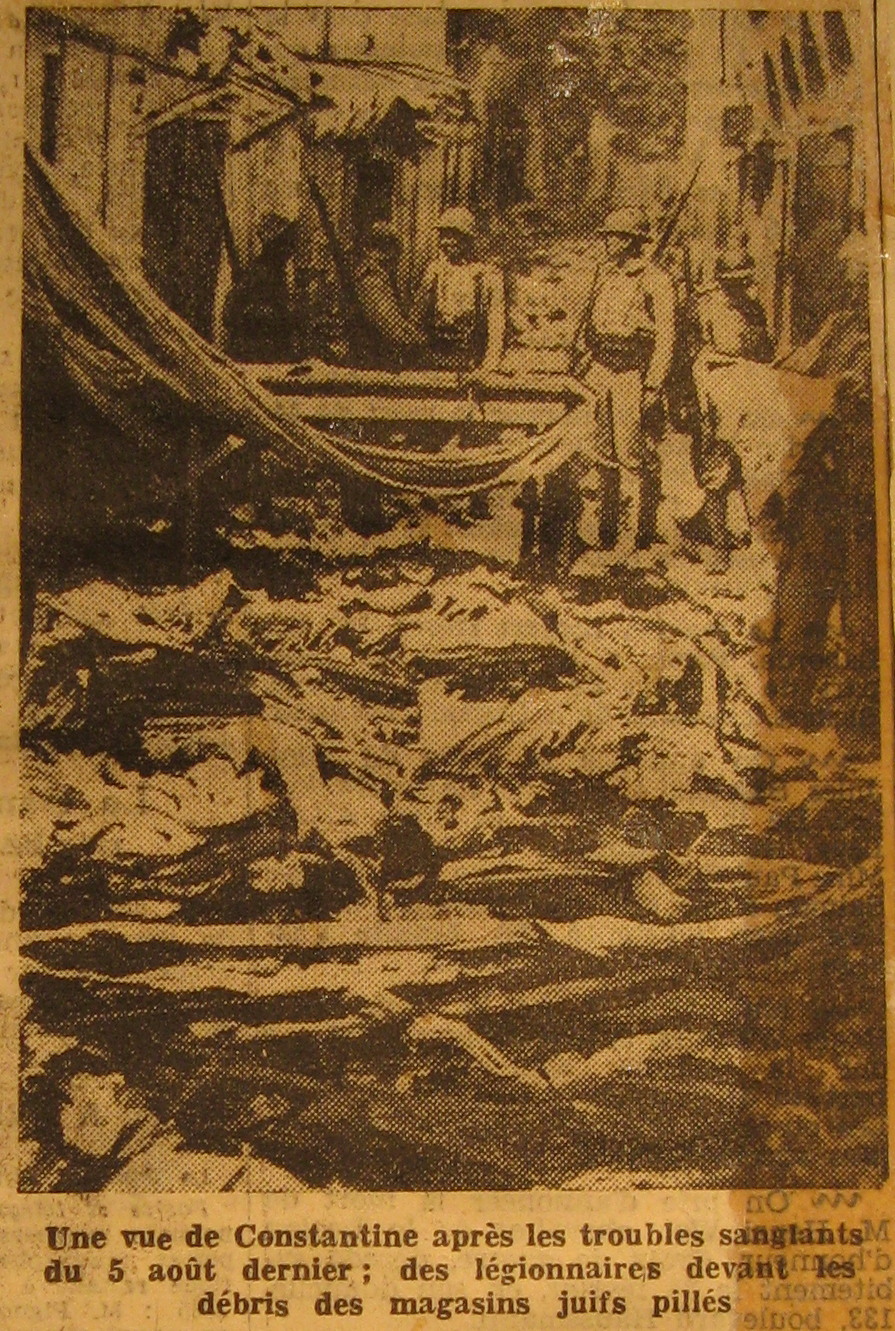
Rue de Constantine après les troubles sanglants du 5 août 1934 : des légionnaires devant les débris des magasins juifs pillés (28 février 1935)

Lors de l'arrivée des Français en Algérie, certains Juifs, principalement les négociants, profitent de leur présence et de l'essor du commerce alors que d'autres sont fidèles à la résistance arabe menée par Abd el-Kader. Mais rapidement, la situation des musulmans se dégrade, notamment dans l'agriculture, dont les difficultés ne touchent pas les Juifs, qui sont parfois accusés, de par leur rôle financier ou pour quelques rachats de terre, de contribuer à la décadence de l'agriculture arabe.
Selon Richard Ayoun et Bernard Cohen, « dès 1871, l'un des maîtres-mots de la politique coloniale est d'opposer Juifs et Arabes ». S'ensuivent des émeutes antijuives à Oran en 1897, où des Arabes sont payés pour piller les maisons juives, puis sur les émeutes dramatiques de Constantine en août 1934 qui font 25 morts parmi les Juifs et 3 Arabes tués par la police et qui révèlent l'impuissance « suspecte » des autorités (voir Pogrom).
Toutefois, les Arabes algériens ne semblent pas avoir attendu l'arrivée des Français pour pratiquer une ségrégation motivée par l'ancestral antijudaïsme, comme le montreraient les horaires séparés, autrefois, à l'entrée du hammam Degoudj (près du quartier juif Charaa) à Constantine « pour les Arabes et pour les Juifs… à cause de l’odeur » de ces derniers,.

### Les Juifs d'Algérie vus par les historiens français de l'époque de la colonisation

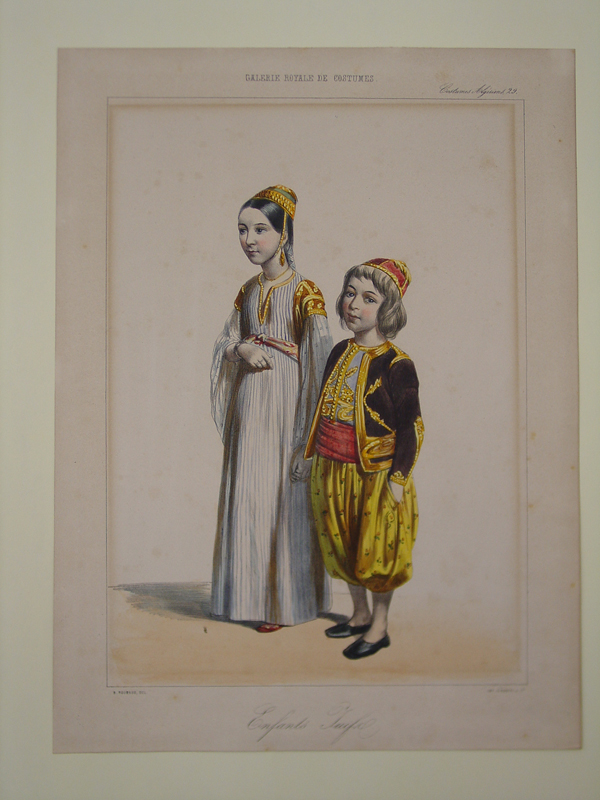
Enfants Juifs d'Algérie, B. Roubaud (1842).

Les premières histoires françaises des Juifs d’Algérie, écrites entre le milieu du XIXe siècle et les années 1930 par des Juifs de France, sont apparues dans un contexte colonial et, selon P.-J. Le Foll-Luciani, elles « contribuent à légitimer la colonisation en général et certaines politiques coloniales en particulier. Malgré des nuances importantes d’un auteur à l’autre, les premiers historiens des Juifs d'Algérie, sans toujours insister sur le statut juridique de dhimmi, présentent une vision sombre de la condition juive en terre d’islam, et particulièrement des temps précédant immédiatement la conquête française de l'Algérie ». Ainsi, pour ces historiens, il va de soi que la « francisation » des Juifs est un fait positif et nécessaire.

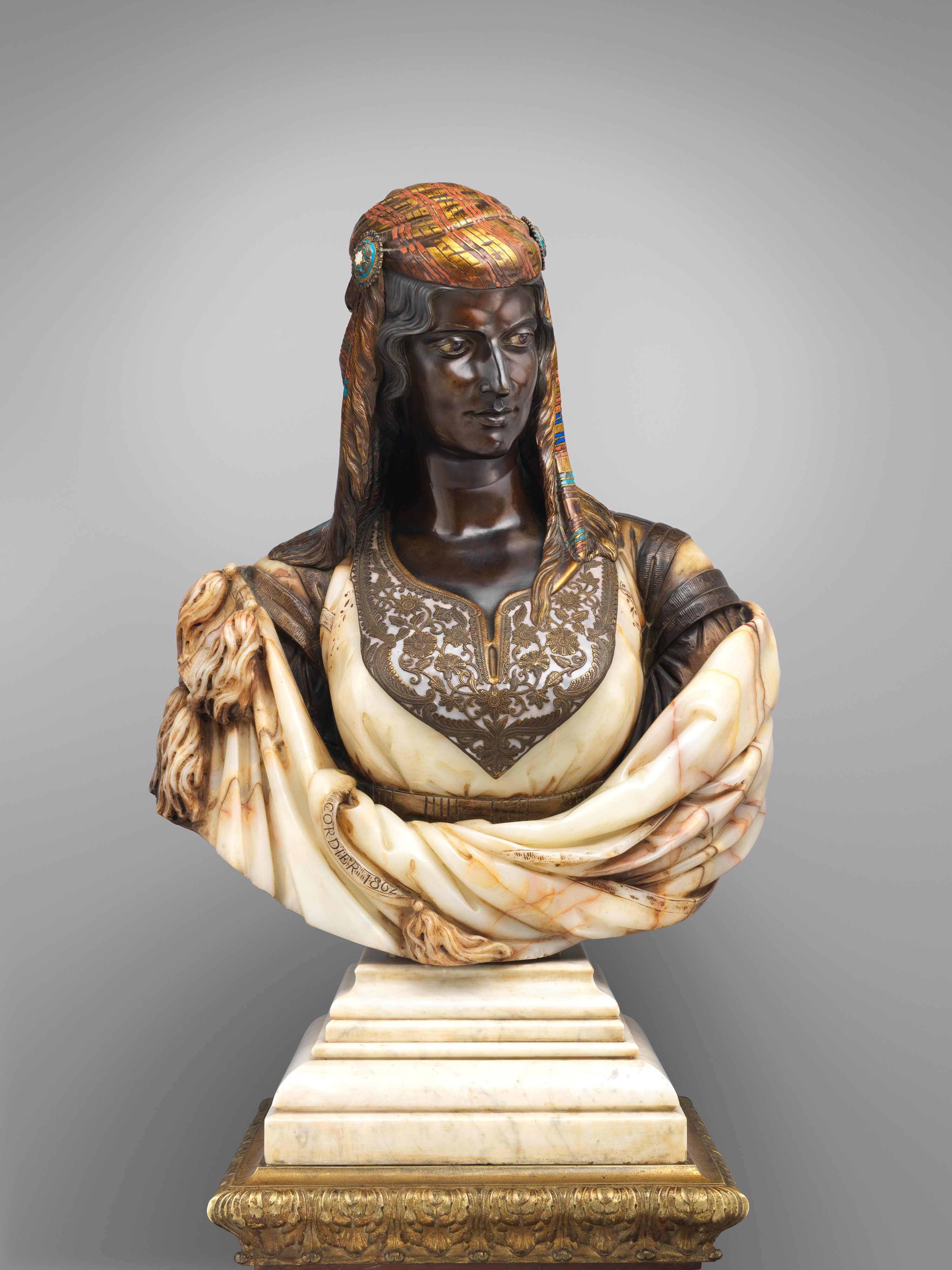
Femme juive d'Alger, C. H. J. Cordier (1862).

« Le point le plus aveugle dans l’historiographie concerne les attitudes des Juifs d’Algérie face à ces divers processus coloniaux, comme face à la conquête française elle-même. » Si les Juifs du littoral, bien placés dans les circuits commerciaux, bénéficient économiquement de la conquête et se réjouissent de l'arrivée des Français, la « masse de petites gens — au même titre que l’écrasante majorité de la population musulmane — souffre des effets dévastateurs de la pénétration européenne », notamment du fait de la concurrence des produits importés d'Europe. Joshua Shreier « insiste sur la diversité des réactions face aux velléités des Juifs de France et de leurs auxiliaires d’Algérie de les « civiliser » — depuis la synagogue jusqu’à l’intimité des foyers —, et met en avant tant ceux qui ont résisté à ces processus « civilisationnels » qu’ils percevaient comme des volontés de contrôle, de surveillance, ou de dépersonnalisation culturelle, que ceux qui, parmi les élites locales, percevant bien les nouvelles sources de pouvoir et de privilège qui les accompagnaient, s’y sont investis et les ont remodelés en fonction de leurs propres intérêts »

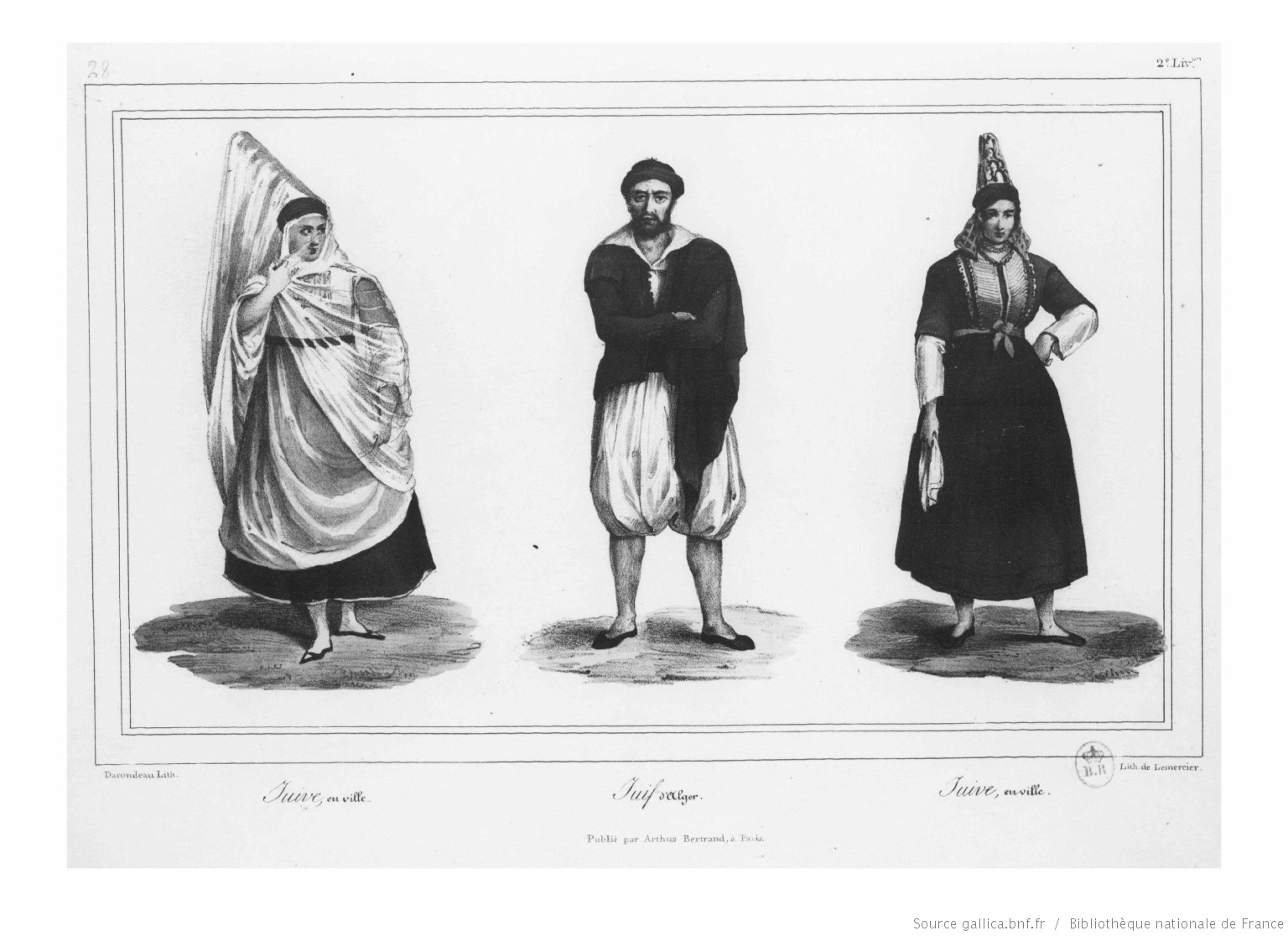
Juives et Juif d'Alger (1833).
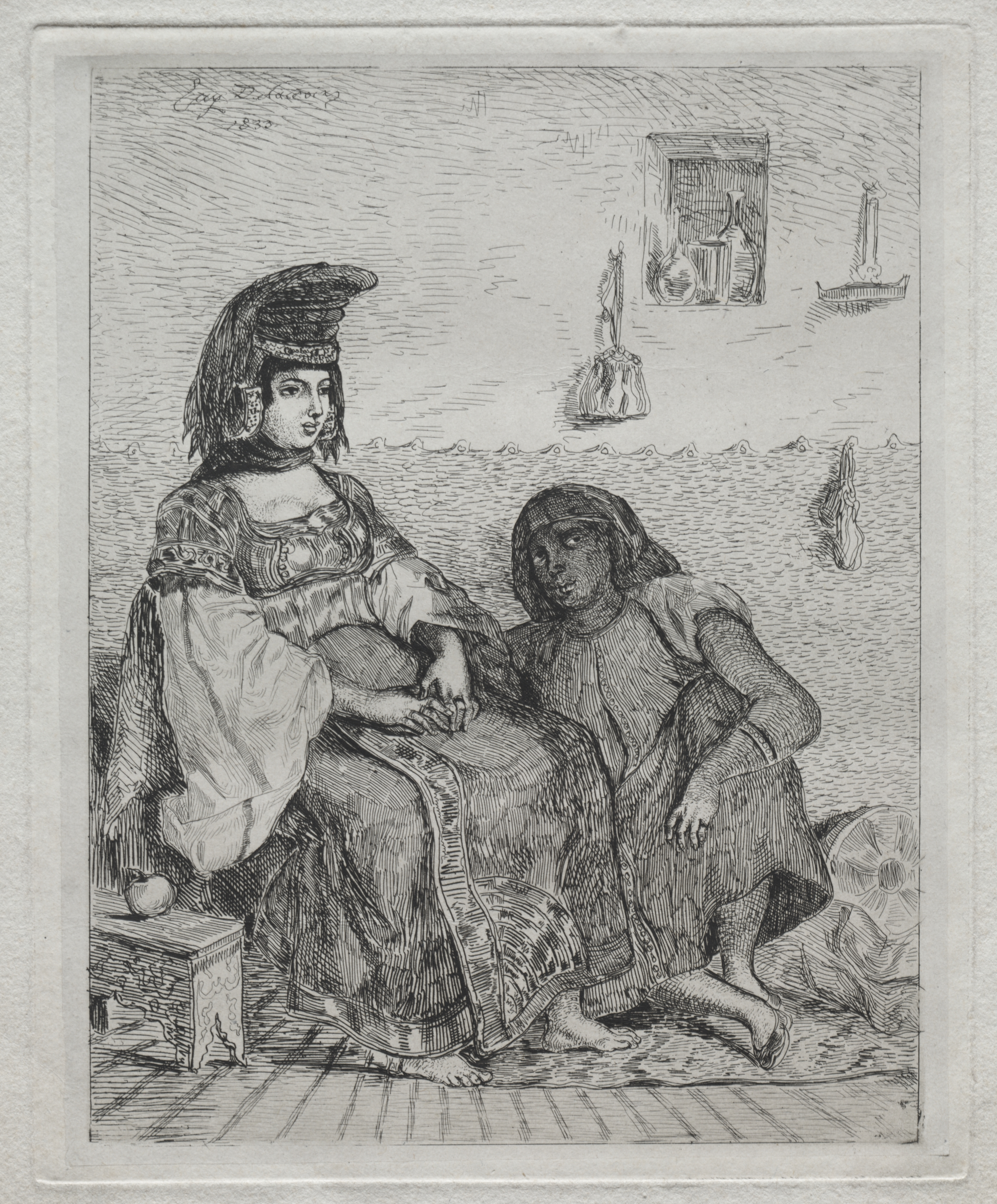
Femme juive d'Alger, E. Delacroix (1833).
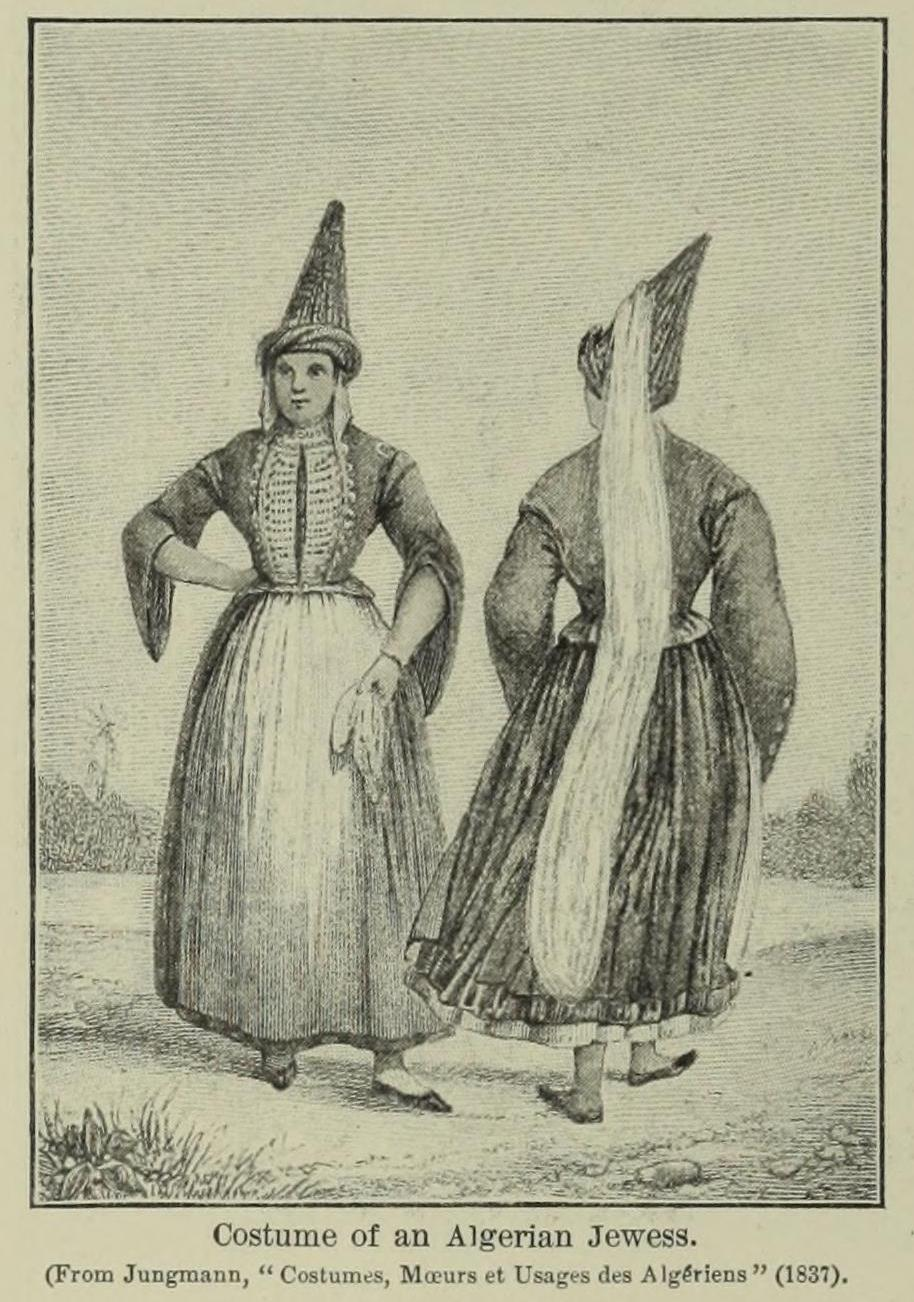
Juives d'Algérie portant la sarma (coiffe) (1837).
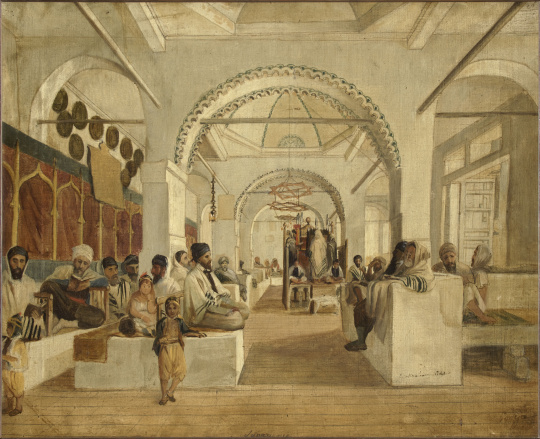
Synagogue Sanya, Alger (1840).
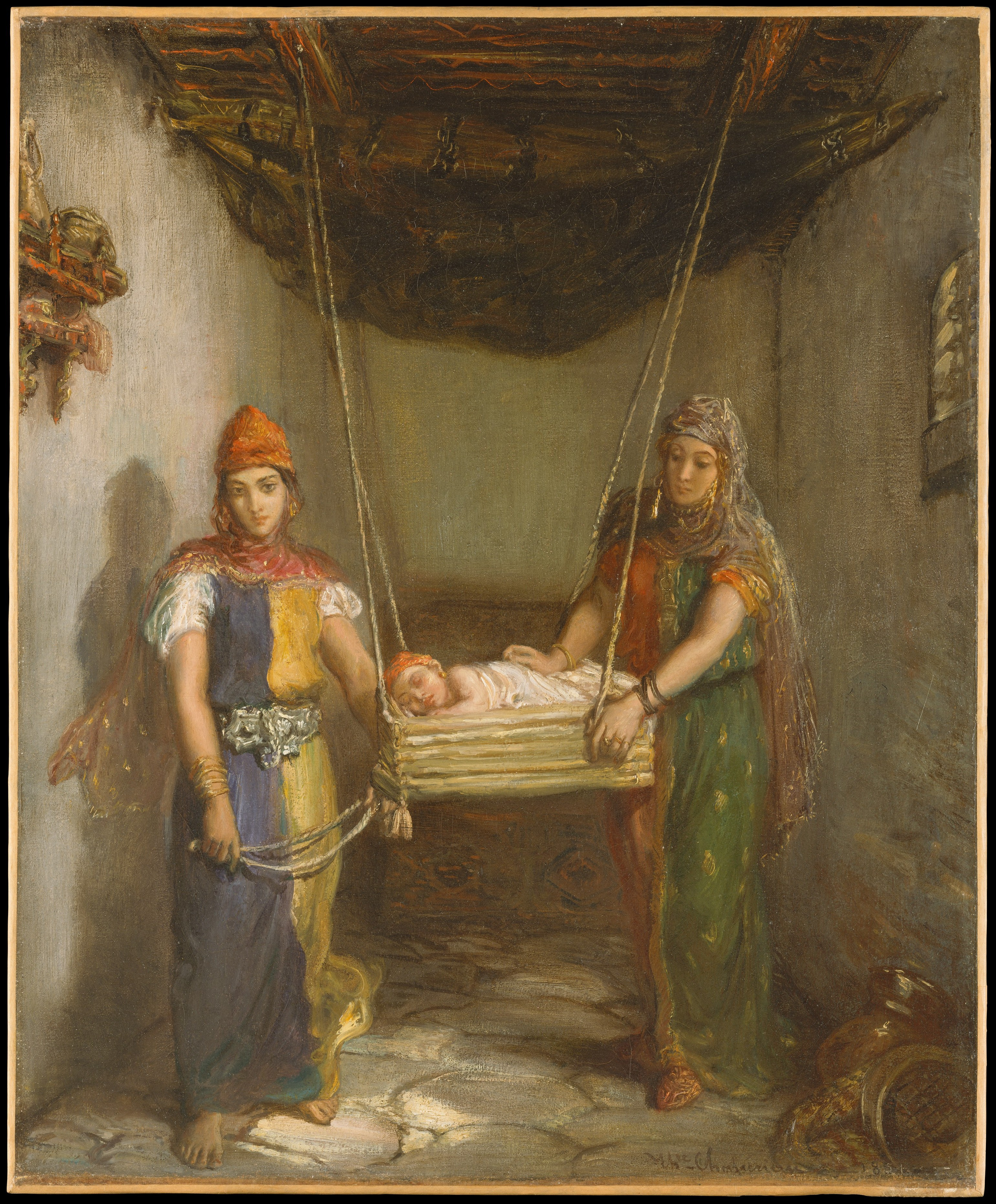
Scène au quartier juif de Constantine, Th. Chassériau (1851).
Juif de Tlemcen (v. 1890)
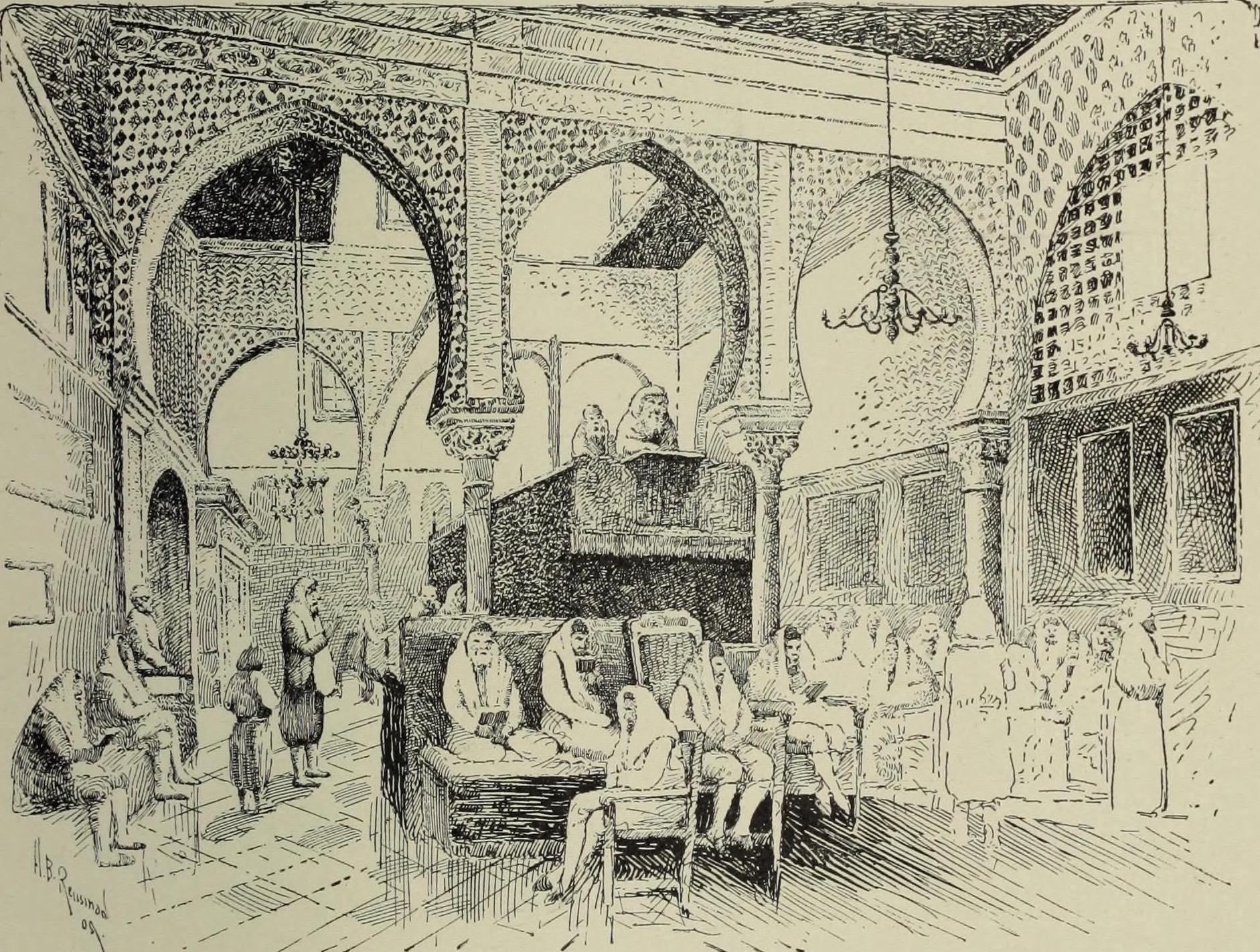
Intérieur d'une synagogue à Alger (1901).

### Seconde Guerre mondiale
La défaite française de 1940 et l’instauration du régime de Vichy qui s’ensuit sont restées comme une période très douloureuse pour les Juifs d’Algérie. Soixante-dix ans après leur accession à la citoyenneté française, ils sont déchus collectivement de leur nationalité.

#### Abrogation du décret Crémieux
La décision d’abroger le décret Crémieux est prise le 7 octobre 1940 par Vichy. Les Juifs perdent donc la citoyenneté française. Le 30 du même mois, les lois sur le statut des Juifs d’essence antisémite s’appliquent en métropole comme en Algérie. La loi du 2 juin 1941 Second statut des Juifs interdit aux Juifs un grand nombre de professions. Près des ¾ des avocats juifs sont radiés du barreau et 2/3 des médecins algérois sont exclus et les 3 000 fonctionnaires juifs sont radiés. Un numerus clausus pour l’enseignement, concernant élèves et professeurs juifs est appliqué sévèrement : dans l’enseignement primaire et secondaire, un quota est d’abord fixé à 14 % pour l’année 1941 / 1942 puis passe à 7  % et interdiction leur est faite de se présenter aux examens du second degré. Dans le supérieur, leur nombre est limité à 3 % des étudiants non juifs inscrits.
Les relations entre les Juifs et les autres habitants d'Algérie étaient disparates, entre leur dhimminitude et l'antisémitisme français latent durant ces années. Cette dualité a été mise à l'écrit par le philosophe français Jacques Derrida, issu des communautés juives algériennes :
" Quand j'avais 10 ans, j'ai perdu la citoyenneté française au moment du régime de Vichy et pendant quelques années, exclu de l'école française, j'ai fait partie de ce qu'on appelle à ce moment-là, les Juifs indigènes, qui ont rencontré parmi les Algériens de l'époque, plus de solidarité que de la part de ce qu'on appelait les Français d'Algérie. C'est l'un des tremblement de terre de mon existence.",.
Quatorze à quinze mille Juifs d'Afrique du Nord sont internés en 1941 dans différents camps dont ceux de Bedeau, Boghari, Colomb-Béchar et Djelfa en Algérie. Toutefois, les Juifs d’Afrique du Nord ne subissent pas l’action génocidaire des nazis, la Shoah, qui dévaste les communautés juives d’Europe. Ils sont cependant mis au ban de la société française d’Algérie pendant la durée des hostilités et certains d’entre eux sont internés dans des camps de travail dans le sud algérien.

#### Maintien de la législation antijuive après le débarquement allié

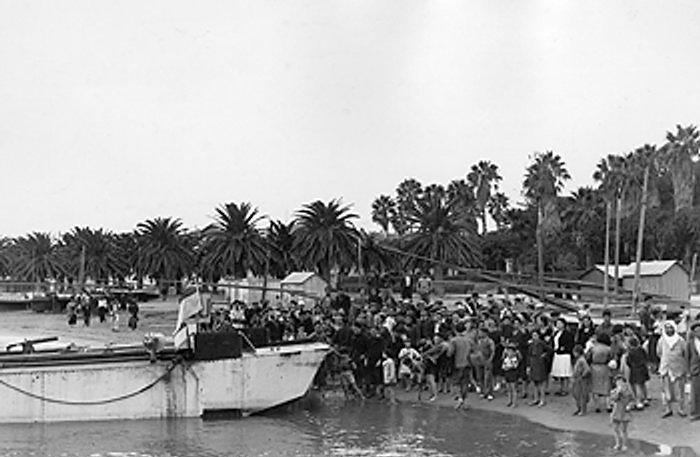
Habitants d’Arzew rencontrant les soldats alliés (novembre 1942).

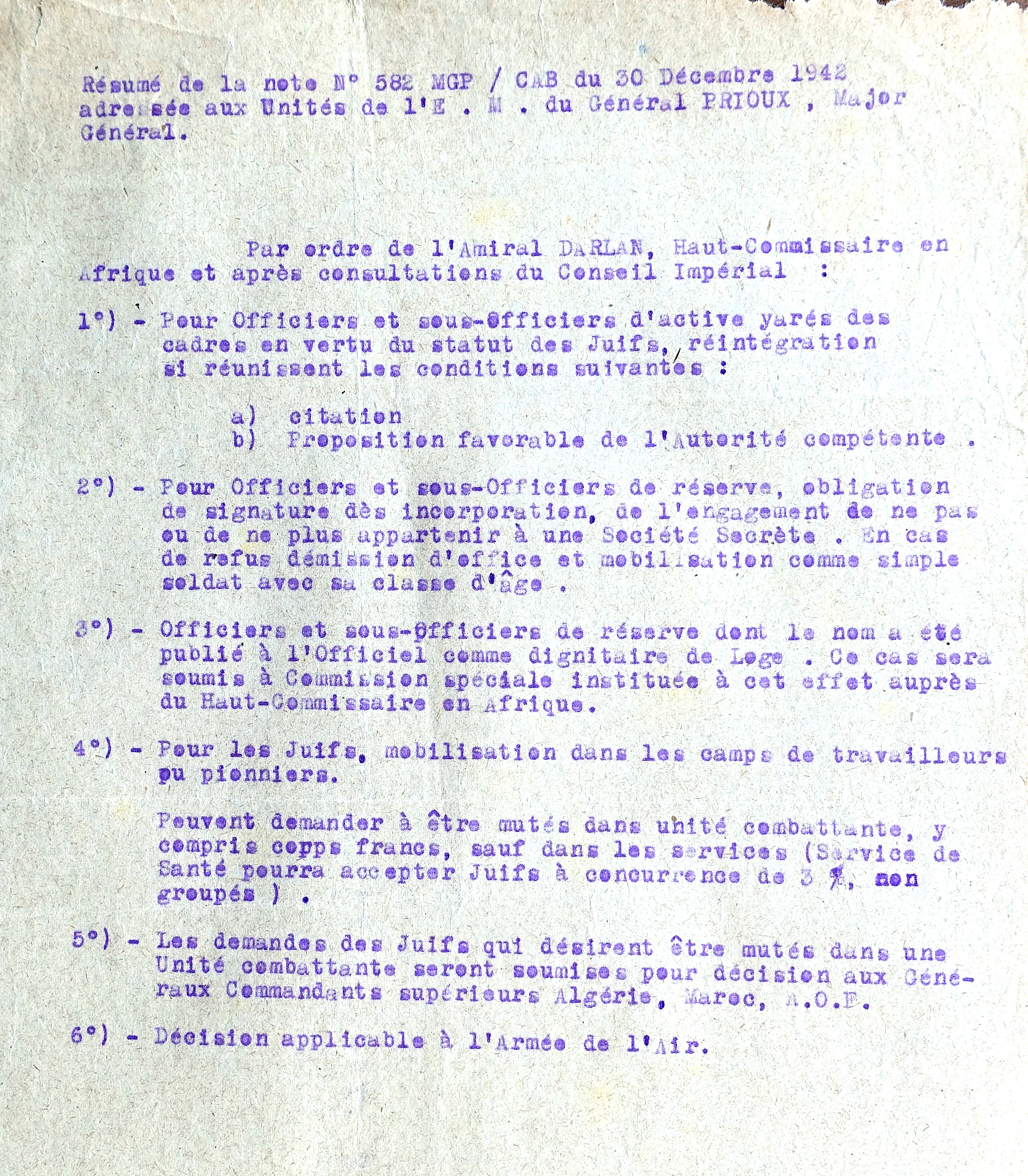
Résumé de la Note 582 MGP-CAB adressée aux unités de l'Etat-Major, du général Prioux, Major général, par ordre de l'amiral Darlan et après consultation du Conseil Impérial (30 décembre 1942)

Le 8 novembre 1942, lors de l’opération Torch, 400 résistants français mal armés, dont quelque 70 % sont Juifs, sous la conduite de José Aboulker (qui sera fait Compagnon de la Libération), arrêtent les généraux de Vichy et neutralisent pendant 15 heures le XIXe corps d’armée vichyste d’Alger. Alors que les forces vichystes concentrent leur répression contre les points tenus par la résistance, ils permettent aux Alliés de débarquer et d’encercler Alger sans opposition, puis de s’en emparer le jour même. Grâce à leur action, la part de la résistance française est prépondérante dans le succès de l’opération Torch.
Dans les mois qui suivent, la venue des Alliés ne se traduit pas pour autant par la fin de la législation antisémite. Sous l’amiral collaborationniste Darlan, elle est maintenue. Parmi les dirigeants de l’insurrection d’Alger, 9 Juifs sont arrêtés et déportés, menottes aux mains, dans des camps de travail forcé. Après l’assassinat de Darlan par Fernand Bonnier de La Chapelle, c’est sous la direction du général Giraud que les mesures discriminatoires du régime vichyste envers les Juifs sont maintenues, notamment par le fait qu’ils sont tenus à l’écart des unités combattantes. Giraud nomme Marcel Peyrouton gouverneur de l’Algérie. Ancien ministre de Vichy, c’est l’homme qui a proposé à Pétain, en 1940, le statut des Juifs et l’abrogation du décret Crémieux.
Toutefois grâce aux correspondants de guerre alliés qui révèlent aux grands journaux américains et anglais ce qui se passe, dès décembre 1942, les presses libres de ces deux pays interpellent leurs gouvernants et attaquent la politique de Franklin Delano Roosevelt en Afrique du Nord « libérée ». Roosevelt, désinformé par son représentant sur place Robert Murphy, soutient à cette époque le régime vichyste en Algérie, d’une part pour obtenir l’entrée en guerre de l’armée d’Afrique dans le camp allié et surtout pour en écarter de Gaulle. Il réussit à maintenir plusieurs mois ce soutien à Giraud, de plus en plus impopulaire aux États-Unis, mais est finalement contraint par son opinion publique à faire pression sur celui-ci pour qu’il rétablisse enfin des institutions libres. Aussi envoie-t-il l’économiste Jean Monnet auprès de Giraud afin de le convaincre que, s’il veut conserver le soutien américain, il faut qu’il abolisse en Algérie les lois d’inspiration hitlérienne. C’est ainsi que Giraud se voit obligé le 14 mars 1943 d’annoncer l’abrogation de toute la législation discriminatoire de Vichy. Mais il réabroge par ailleurs immédiatement, par une ordonnance du 18 mars, le décret Crémieux « pour rétablir l’égalité entre les Juifs et les Arabes », considérant que les Juifs sont, en Afrique du Nord, « des indigènes pratiquant une religion différente de celle de leurs voisins, pas autre chose ». La question du refus de rétablir le décret Crémieux a été largement discutée par les historiens. André Kaspi a pu expliquer que ces autorités avaient habilement lié la situation des Juifs à la question musulmane. Ainsi, si les Américains souhaitaient sécuriser leur armée en campagne, il pouvait sembler contre-indiqué d’accorder des avantages aux Juifs sous peine de fâcher les musulmans. Michel Abitbol a également souligné le poids de l'« épouvantail musulman », à savoir la crainte de la réaction des populations musulmanes pour expliquer l'attentisme des autorités françaises après le débarquement. Or, les principaux chefs musulmans ont déjà récusé cet argument avant le débarquement car ils ne souhaitent pas une égalité avec les Juifs par le bas mais plutôt par le haut. Ainsi Ferhat Abbas, confronté à cette nouvelle abrogation, prend acte de la fragilité de cette citoyenneté française, qu’il a auparavant revendiquée, mais qui peut ainsi être retirée ou accordée au gré des gouvernants de la France. Il renonce alors avec éclat à l'assimilationnisme, et publie le Manifeste du Peuple algérien. Emmanuel Debono estime toutefois que la thèse de l'« épouvantail musulman » n'est pas qu'un prétexte et que la crainte que suscite le nationalisme algérien participe aux hésitations des autorités françaises.

##### Rétablissement du décret Crémieux

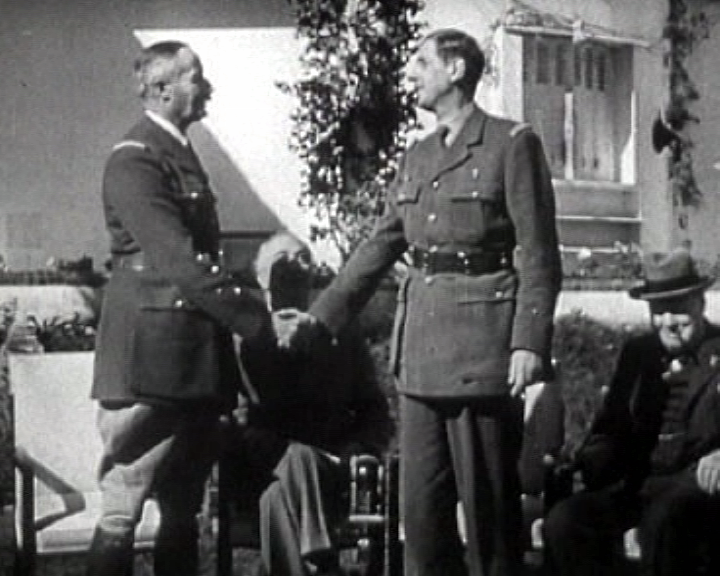
Le Général Charles de Gaulle serrant la main du Général Henri Giraud devant Dwight Eisenhower et Winston Churchill (conférence de Casablanca, 14 janvier 1943).

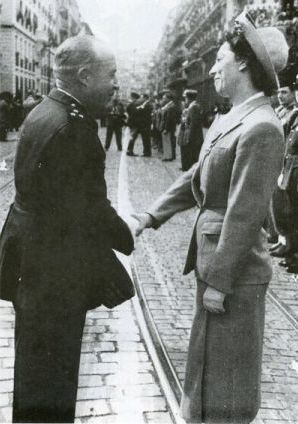
Colette Aboulker recevant la Croix de Guerre à Alger (janvier 1948)

Leur citoyenneté française est officiellement rendue aux Juifs d’Algérie, le 20 octobre 1943, presque un an après le débarquement allié, en grande partie sous l’influence du commissaire à l’Intérieur, André Philip. C'est que de Gaulle a obtenu la présidence exclusive du Comité français de libération nationale d’Alger et affirmé son autorité sur tout l’empire en guerre. Le rétablissement du décret Crémieux est justifié par un argument technique, un communiqué du CFLN arguant que le décret du 18 mars, n'ayant pas été suivi de textes d'application en temps voulu, devient caduc.
Par la suite, on voit des figures juives comme le professeur Aboulker, grand mutilé de la Première Guerre mondiale, exiger que les Juifs figurent dans les unités combattantes comme les autres citoyens français, ce que le général Giraud avait exclu. Quant aux jeunes Juifs, ils s’engagent massivement dans les unités de choc, comme les Corps francs d’Afrique. Ainsi, le rabbin Léon Ashkenazi devient aumônier au sein de la Légion étrangère.
En 1947 est fondée la Fédération des communautés israélites d’Algérie et créée une école rabbinique à Alger.

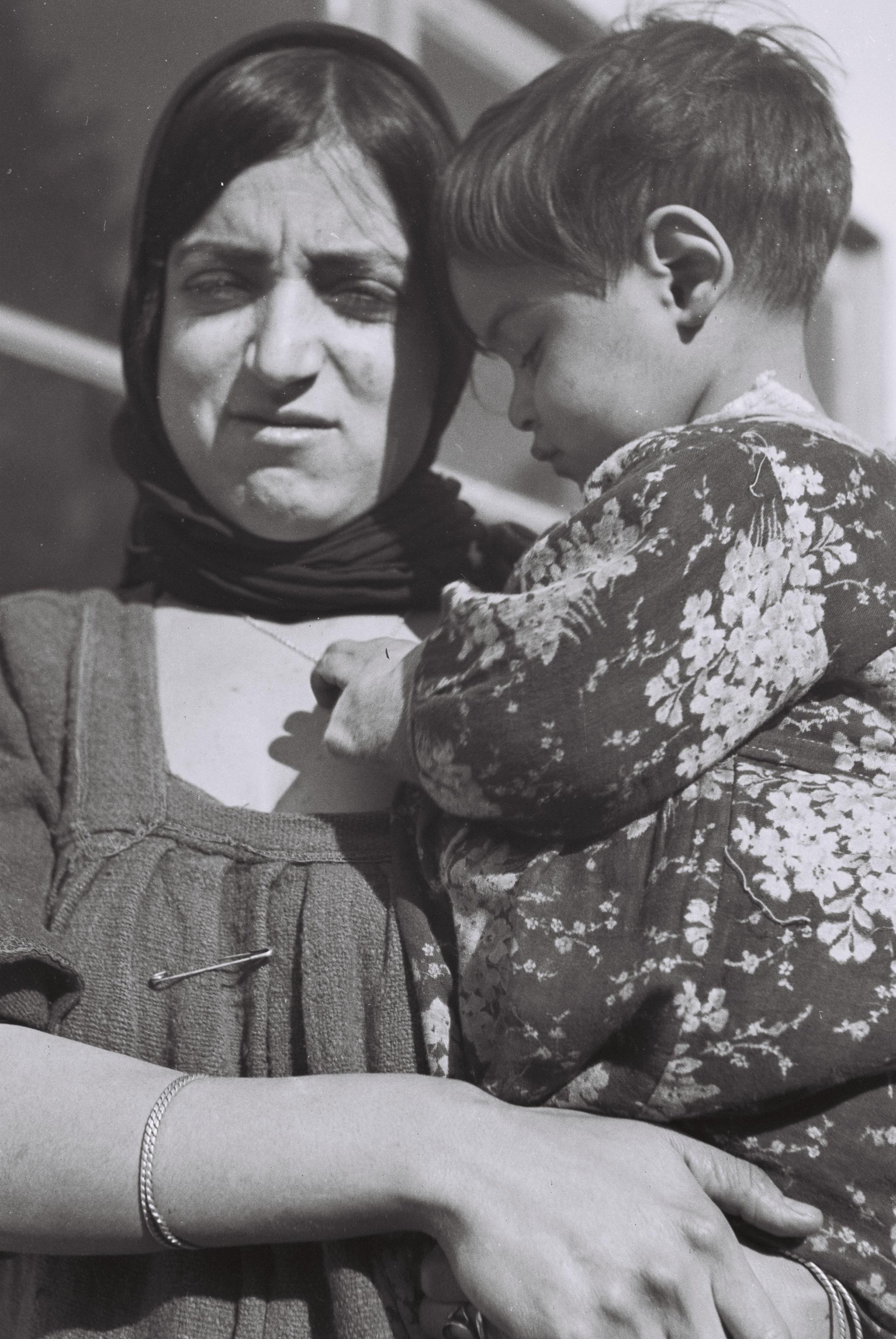
Nouvelle émigrante d'Algérie et son enfant au camp d'accueil des immigrants près de Haïfa, 1944.
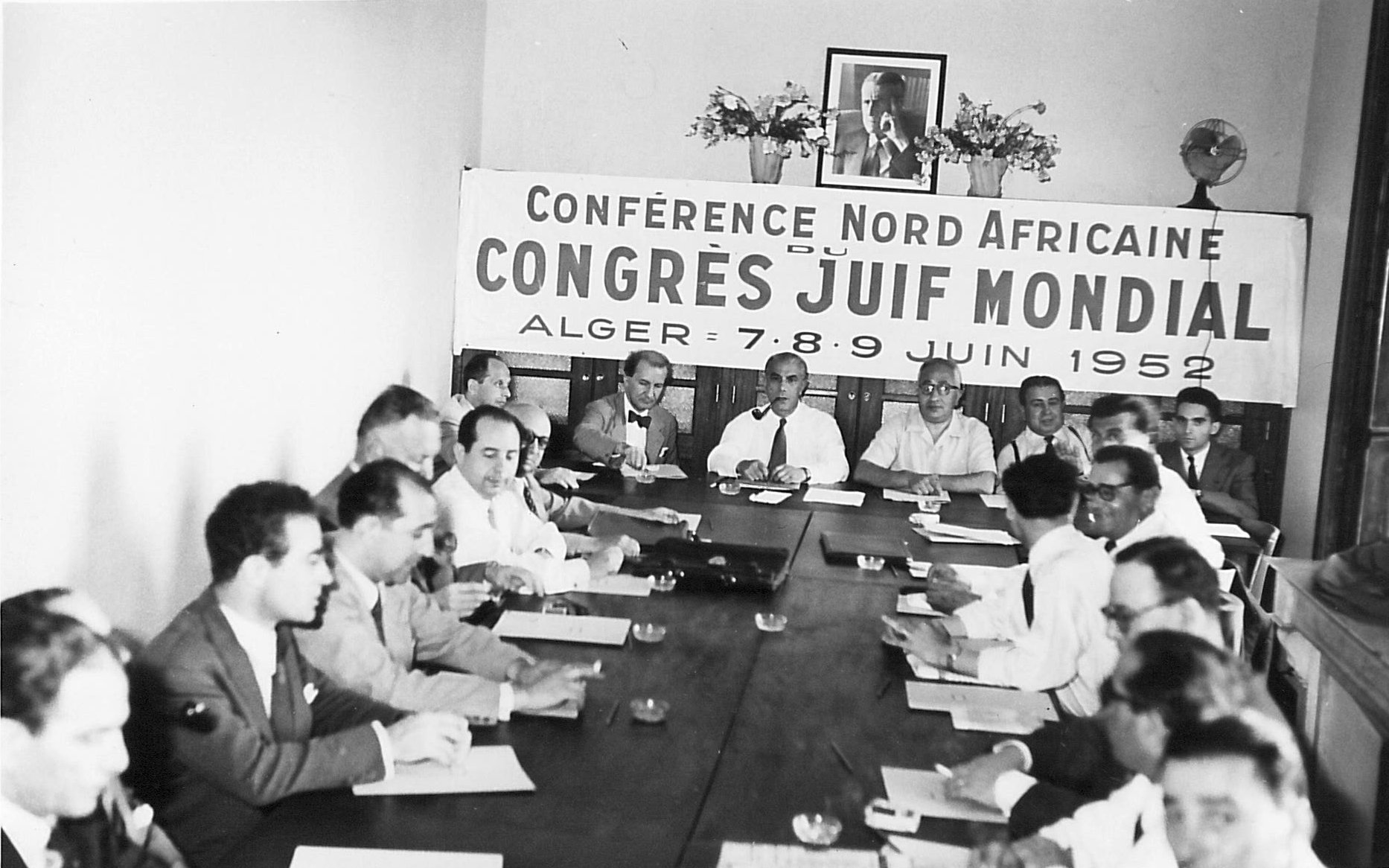
Congrès juif mondial sur la situation des Juifs en Afrique du Nord, Alger, 8 juin 1952.

### Guerre d'Algérie

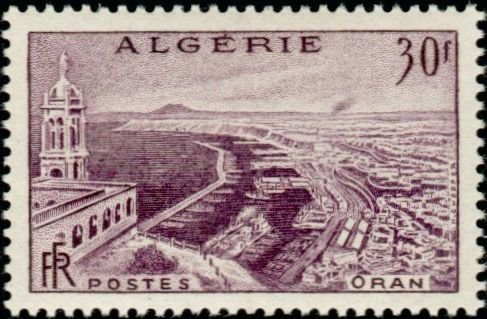
Timbre représentant Oran (1956)

La population juive est à la veille de la guerre d'Algérie surtout présente dans les grandes villes, en particulier Alger et Oran. En 1953, 21 % des médecins, 18 % des dentistes, 16 % des avocats et 18 % des fonctionnaires sont Juifs. Il y a aussi 472 colons sur des terres agricoles. Plus de 30 % des femmes juives travaillent à cette époque. Bien que constituant un groupe distinct de la majorité pied-noir du point de vue culturel, religieux et ethnique, elle en partage certaines aspirations, notamment l’attachement à la souveraineté française.
Lorsqu’éclate la guerre, la communauté s’oriente d’une manière générale vers une attitude attentiste. Les organisations communautaires font preuve d’une extrême modération, refusant de prendre politiquement parti, attachées aussi bien à la nationalité française qu'au principe d'égalité des droits pour tous.
La déclaration du premier novembre 1954 du FLN invite toutes les populations de n’importe quelle confession à lutter contre l’armée française. En 1956, un appel est lancé aux Juifs d’Algérie, les invitant à rejoindre la cause nationaliste, mais les institutions juives essayent d'éviter de prendre position tout en affirmant : « Nous sommes français, nous sommes républicains, nous sommes libéraux, nous sommes Juifs ». Cependant, des assassinats et des attentats touchant les dirigeants mais aussi la communauté juive, la profanation et la destruction de synagogues sont imputés aux populations musulmanes. Elles réduisent les sympathies potentielles des populations juives envers le mouvement national algérien, déjà faibles en raison de l’attachement des Juifs à la France. Parmi les exactions subies par les Juifs : la profanation en 1960 de la synagogue d’Alger ainsi que du cimetière d’Oran, l’agression contre le rabbin de Batna en 1955, l’incendie dans une synagogue à Oran en 1956, le meurtre du rabbin de Nedroma (négociant en matériaux de construction et en savonnerie et fournisseur en explosifs de l'armée française) en 1956, le meurtre du rabbin de Médéa en 1957, la projection d’une grenade dans une synagogue de Boghari, Bou Saâda, le saccage de la synagogue de la Casbah d'Alger en 1961, des attentats dans les quartiers juifs en 1957, 1961 et 1962 à Oran et Constantine. Le 2 septembre 1961, l'assassinat d'un coiffeur juif à Oran entraîne représailles et contre-représailles entre Juifs et Arabes.
La mort de Cheikh Raymond Leyris, beau-père d’Enrico Macias, musicien de maalouf apprécié tant des Juifs que des Musulmans et assassiné à Constantine le 22 juin 1961, constitue un tournant symbolique pour nombre de Juifs d’Algérie.
Dans leur grande majorité, ils choisissent, comme les autres Français, de s’installer en métropole lors de l’indépendance de l’Algérie en 1962, ce qui constitue une spécificité de la population juive algérienne, les autres diasporas juives des pays arabes choisissant majoritairement l’émigration en Israël. Si peu de Juifs d’Algérie font leur alya en 1962 (de 1948 à 1964, seuls un peu plus de 10 % de la population juive, soit 13 000 personnes, émigrent vers Israël), une émigration lente vers Israël existe depuis lors et on estime aujourd'hui qu'environ 25 000 Juifs d'Algérie ont émigré en Israël depuis 1948.

#### Les combattants Juifs du FLN et de l'OAS
Malgré des attitudes hostiles dans les deux camps et un attentisme majoritaire dans la communauté, on retrouve des Juifs à la fois au FLN et à l’OAS.
Lorsque l’OAS apparaît en 1961, parmi ceux qui sympathisent avec l’organisation à Alger et à Oran se trouvent les « Commandos Colline », des groupes liés aux réseaux « France Insurrection » et conduits par Élie Azoulai et Ben Attar. Ils tuent certains élus Musulmans et essayent de mettre le feu à une prison où sont détenus des hommes du FLN, abattant des officiers français, dont le lieutenant-colonel Rançon.
D'autres Juifs rejoignent eux le combat pour l'indépendance de l'Algérie, tels Georges Smadja, étudiant en médecine qui prodigue des soins aux membres du FLN par humanisme. Daniel Timsit est un étudiant en médecine et militant du Parti communiste algérien, qui, en désaccord avec ce dernier, rejoint clandestinement le FLN afin d'y constituer « une « branche européenne » regroupant des militants pieds-noirs, chrétiens et Juifs ». Les membres du réseau Timsit prennent part à la mise en place de laboratoires d'explosifs (élaboration de bombes à retardement) et à la lutte armée. Timsit est incarcéré en 1956. Il faut aussi citer le cas d'Henri Alleg, Juif d'origine polonaise, militant communiste proche des indépendantistes arrêté par les Français, dont le récit, La Question, lancera en métropole le débat sur la torture. Il fut longtemps directeur du journal Alger républicain, pendant et après la guerre d'Algérie comme le révèle son autobiographie.

## Après 1962

### En France
La loi no 61-805 du 28 juillet 1961, impose le statut civil commun aux Juifs du M'Zab (de « statut civil mosaïque »), qui n'avaient pas bénéficié du décret Crémieux et pratiquaient la polygamie et la répudiation des femmes. Selon l'historien Todd Shepard, « cette mesure permettait de clarifier qui était qui en Algérie : elle renforçait la séparation entre les Algériens qui étaient "européens" (une catégorie comprenant désormais la totalité des Juifs algériens), et ceux qui ne l’étaient pas (qui du coup étaient véritablement des Algériens) ».
À partir d’avril 1962, la presque totalité des 150 000 Juifs part en métropole. Comme les autres Français de statut civil de droit commun d’Algérie, ils bénéficient de la « solidarité nationale » accordée aux « rapatriés ». Ils se fondent dans un premier temps dans la masse des pieds-noirs auxquels ils s’identifient et ce n’est que peu à peu que leur identité spécifique resurgit. Le nombre de localités françaises avec une communauté juive organisée passe de 128 en 1957 à 293 en 1966. La communauté juive de la métropole fait jouer la solidarité communautaire en faveur des nouveaux arrivants.
L'arrivée des Juifs d'Algérie et plus généralement des Juifs d'Afrique du Nord donne une nouvelle vigueur au judaïsme français, traditionnellement ashkénaze, en voie rapide d'assimilation, qui avait été durement éprouvé par la Seconde Guerre mondiale. Petit à petit et malgré les réticences, les Juifs d'Algérie prennent leur place dans les institutions juives. En 1981, René-Samuel Sirat, originaire de Bône, est élu Grand-rabbin de France, un peu plus d'un siècle après que le Grand-rabbin de France a été nommé Grand-rabbin de France et d'Algérie.

### En Algérie
À la suite des accords d'Évian en mars 1962, les départs pour la France sont massifs, même si quelques-uns choisissent Israël ou le Canada. Le contexte du conflit israélo-palestinien va contribuer à envenimer les relations entre les Musulmans et les Juifs d’Algérie dans les années qui vont suivre. L'indépendance de l'Algérie est proclamée le 5 juillet 1962, et en octobre, on ne compte plus que 25 000 Juifs en Algérie dont 6 000 à Alger.
Au lendemain de l’indépendance en 1962, la communauté juive d’Algérie subit une vague de violences graves et ciblées, souvent occultées dans les récits officiels. Le 5 juillet 1962 à Oran, des milices armées attaquent les quartiers européens et juifs, causant la mort ou la disparition de centaines de personnes — jusqu’à 700 selon certaines sources. Le sujet reste largement tabou dans la mémoire collective algérienne.
En 1971, il n'en reste plus qu'un millier.

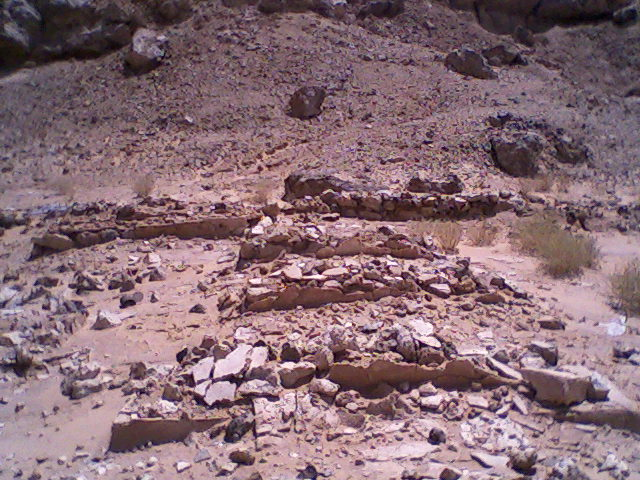
Cimetière juif de Béni-Abbés.

En 1975, la Grande synagogue d’Oran, comme toutes les autres, est transformée en mosquée. À l’instar de nombreux cimetières chrétiens, beaucoup de cimetières Juifs sont profanés. En 1982, on compte encore environ 200 Juifs, la guerre civile algérienne des années 1990 provoque l'assassinat de plusieurs membres de la communauté dont le commerçant José Belaiche et l'opticien de la rue Didouche Mourad, Raymond Louzoum,.
Le dossier juif reste un sujet tabou car les Juifs résidant dans le pays n’ont pas de personnalités connues, mis à part quelques conseillers ayant travaillé avec le ministre algérien du Commerce Ghazi Hidoussi, à cause de la sensibilité du dossier et de son lien avec Israël. Certains partis, notamment nationalistes et islamistes, comme le Mouvement de la renaissance islamique, réagissent violemment à l’accréditation du Lions Clubs et du Rotary International qu’ils présument d’obédience sioniste et franc-maçonne ainsi qu’à la poignée de main du président algérien Abdelaziz Bouteflika et du Premier ministre israélien Ehud Barak, lors des funérailles du roi Hassan II au Maroc en juillet 1999.

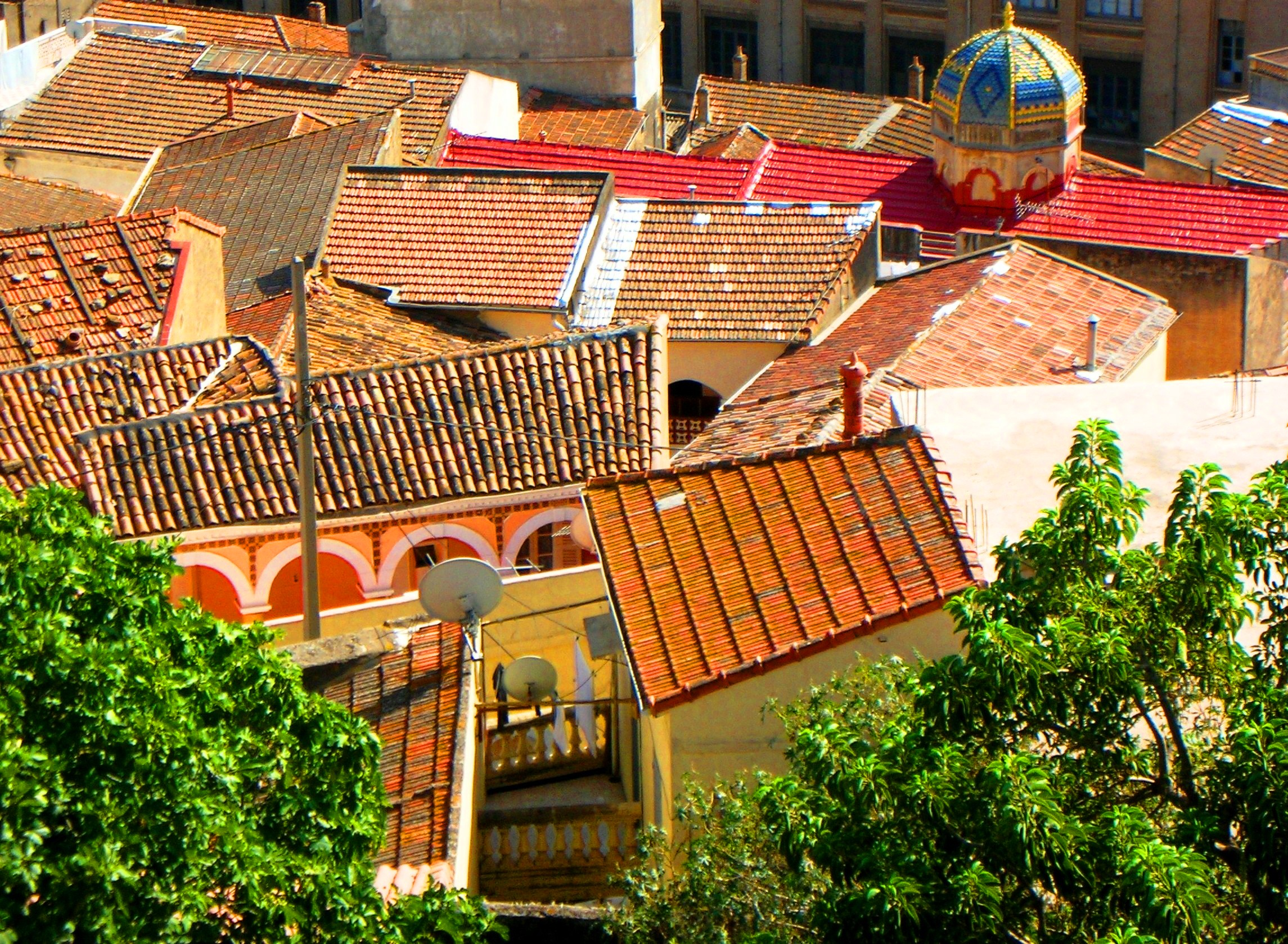
Ancien quartier juif de Karamane à Béjaïa, avec le dôme de la synagogue.

En 1999, Abdelaziz Bouteflika rend un hommage appuyé aux Juifs constantinois, à l’occasion du 2 500e anniversaire de cette ville.
En 2000, la tournée qu’Enrico Macias doit effectuer sur sa terre natale est annulée à la suite de pressions internes et malgré l’invitation officielle de la présidence.
En mars 2003, un plan d’action avait été mis en place par les autorités françaises et algériennes pour que les cimetières Juifs retrouvent leur dignité et ce, selon un programme établi annuellement. Le projet reste cependant lettre morte dans des dizaines de cimetières communaux dans lesquels existent des carrés Juifs.
En 2005, deux évènements marquent l’actualité : la tenue d’un colloque des Juifs de Constantine à Jérusalem provoquant une rumeur selon laquelle ils auraient fait une demande d’indemnisation auprès du gouvernement de l’Algérie, à la suite de leur départ en 1962. Cette information sera démentie par les autorités d’Alger et la visite à Tlemcen de 130 Juifs originaires de cette ville, fait sans précédent depuis l’indépendance, est vécue dans l’émotion tant du côté des Juifs algériens que de celui des Musulmans algériens[réf. nécessaire].
En décembre 2007, Enrico Macias, bien qu’invité par le président français Sarkozy à l’accompagner en visite officielle en Algérie, doit renoncer face à l’hostilité et au refus du ministre algérien des Anciens Combattants.
En 2008, la ministre de la culture Khalida Toumi affirme « travailler avec l’Espagne pour déjudaïser la musique andalouse » : la centaine de musiciens Juifs est interdite d’antenne et au centre-ville de Constantine, quatre portraits géants honorent de grands maîtres du malouf sauf l’un des plus importants, le juif Raymond Leyris,.
En 2009, l’État algérien accrédite un organisme représentant la religion hébraïque en Algérie, présidé par Roger Saïd. On recense 25 synagogues, abandonnées pour la plupart, les Juifs d’Algérie ayant peur d’organiser des cérémonies de culte pour des raisons sécuritaires. Cet organisme devra également agir, en coordination avec le ministère des Affaires religieuses, sur l’état des tombes juives, particulièrement à Constantine, Blida et Tlemcen[réf. nécessaire].
En janvier 2010, le dernier Juif vivant en Oranie, Messaoud-Prosper « Hajj Massoud » Chetrit, décède à l'hôpital civil d'Oran. Contrairement à la plupart des Juifs algériens, Chetrit ne disposait pas de la nationalité française, étant marocain d'origine. Il ne fut par conséquent pas concerné par l'évacuation des pieds-noirs et des Juifs d'Algérie après l'indépendance. Il était aidé matériellement par l’Association des Israélites d’Oranie en France,.
En août 2012, le représentant de la communauté juive en Algérie, maître Roger Saïd, chargé de veiller sur les intérêts judéo-algériens, décède à Paris.
Le 11 juillet 2014, le ministre algérien des Affaires religieuses Mohamed Aïssa annonce la réouverture des synagogues algériennes.
En février 2015, l'acteur français Roger Hanin d'origine juive algéroise est inhumé à Alger.
En 2015, selon Frédéric Belaïche, il resterait 300 Juifs en Algérie. Selon Benjamin Stora : « Ils ne sont plus qu’une poignée. Ils vivent très discrètement et sont surtout installés à Alger. »
En 2021, le Département d'État des États-Unis estime qu'il reste environ 200 Juifs en Algérie et un article de L'Obs de 2022 évoque quelques centaines de Juifs en Algérie sans donner de détails.

## Langues
Si, à la veille de l'indépendance, la plupart des Juifs d'Algérie sont passés par l'école française et parlent donc français, nombreux sont ceux parmi eux qui parlent aussi l'arabe, qui a été l'une de leurs langues durant des siècles.
Certains connaissent encore le judéo-arabe, une des langues juives. Le judéo-arabe est construit sur un substrat oral arabe, complété de mots hébreux et transcrit en caractères hébraïques. Enfin, certains parlent encore le tétouanais, dialecte judéo-espagnol parlé en Oranie.

## Tradition culinaire

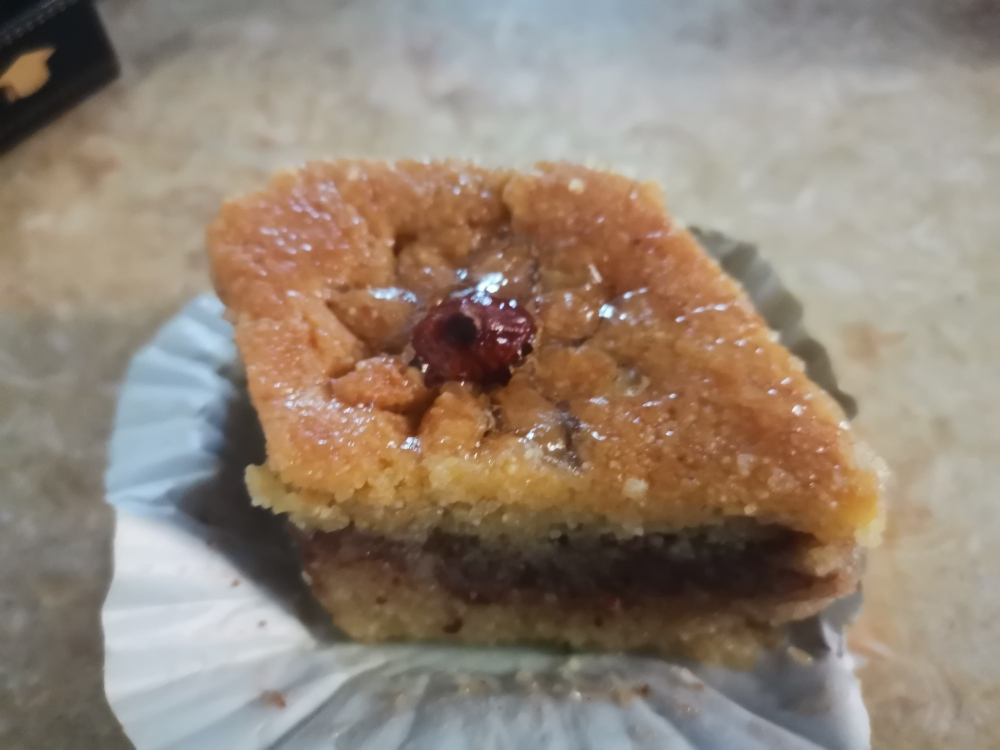
Makrout Qalb Elouz d'Algérie.

De nombreux livres sur la cuisine juive d’Algérie sont parus depuis 1962.
Dans l’ouvrage cité de Joëlle Allouche Benayoun, de nombreuses notes sont consacrées aux recettes recueillies auprès des femmes interrogées par l’auteur : tefina, plat du chabbat midi, makrouds, pâtisserie à base de semoule nature ou garnie de pâte de dattes ou d'amandes, et knidlet, autre pâtisserie à base de pâte d'amandes, toutes deux servies à Pourim, sferies, beignets de Pessah et plein d'autres souvent liés aux moments spécifiques de l'année juive.
Dans une étude fondée sur des recherches ethnographiques effectuées auprès de familles établies en région parisienne et le long de la côte méditerranéenne, Joëlle Bahloul examine les processus par lesquels l'immigration des Juifs d’Algérie en France a affecté leurs pratiques culinaires quotidiennes et rituelles. Le rapport entre la cuisine et l’expérience diasporique est le sujet principal de cette analyse de l’intégration des Juifs d’Algérie en France.

## Études génétiques
Une récente étude génétique de 2012 de Campbell et ses collègues, a démontré que les Juifs d'Algérie sont très proches des autres populations juives et plus particulièrement des Juifs marocains et séfarades, cette dernière proximité indiquerait une origine commune remontant à l'expulsion des Juifs d'Espagne (1492) et plus ancienne encore avec le reste de la diaspora juive.
Selon cette étude (portant sur les 22 chromosomes homologues ou autosomes plutôt que sur les lignées maternelles ou paternelles) les Juifs d'Afrique du Nord (Maroc, Algérie, Tunisie, Djerba et Libye) forment un groupe proche des autres populations juives dont l'origine se trouve au Moyen-Orient avec un apport minoritaire mais significatif de gènes d'Afrique du Nord représentant 20 % de leur génome. Deux sous-groupes principaux ont été identifiés marocain/algérien d'une part et djerbien/libyen d'autre part (les Juifs de Tunisie étant partagés entre les deux sous-groupes).
Les auteurs ajoutent que cette étude est compatible avec l'histoire des Juifs d'Afrique du Nord, à savoir une fondation durant l'Antiquité avec un prosélytisme des populations locales suivi d'un isolement génétique durant la période chrétienne et islamique et enfin un mélange avec les populations juives séfarades émigrées durant et après l'Inquisition.

## Littérature
La première pièce de théâtre publiée en arabe l'a été par le juif algérien Abraham Daninos en 1847 ; il s'agit d'une création originale et non d'une adaptation d'une œuvre européenne.
Parmi les écrivains juifs d'Algérie, deux écrivaines importantes, Elissa Rhaïs et Myriam Ben.

## Galerie

Quelques personnes célèbres
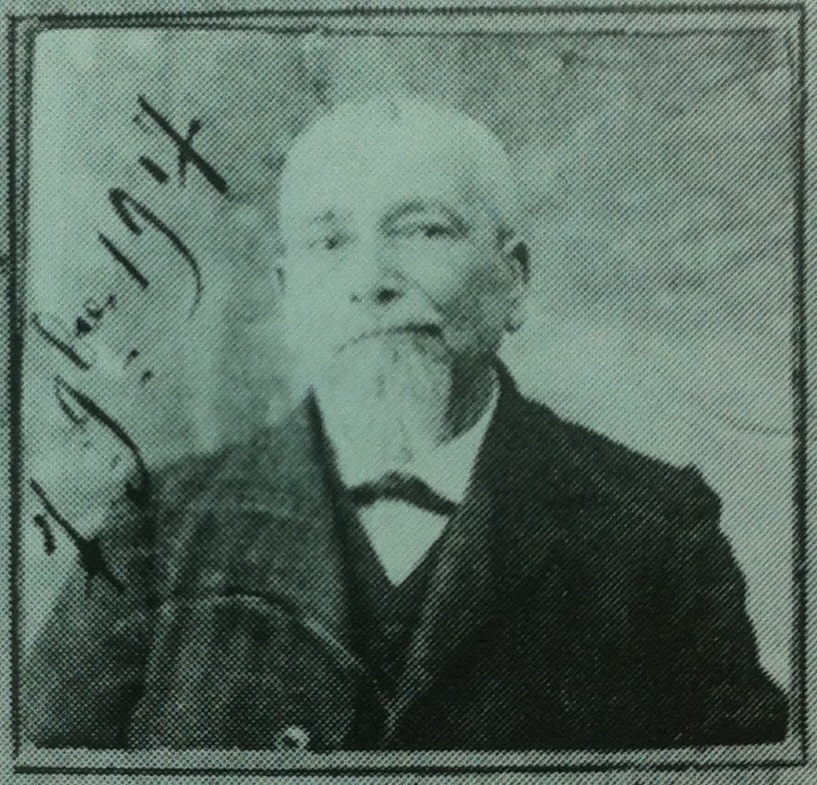
Shalom Bekache (1848-1927), journaliste juif algérien (d'origine indienne-baghdadi), écrivain, rédacteur en chef du journal « Beit Israel » et traducteur de judéo-arabe[172].
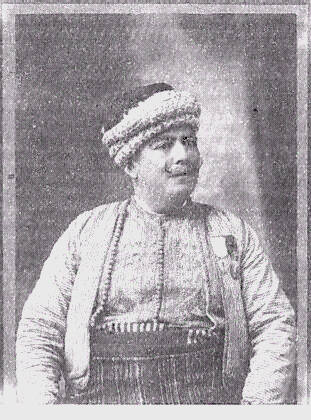
Edmond Nathan Yafil (1874-1928), musicien arabo-andalou classique[172].
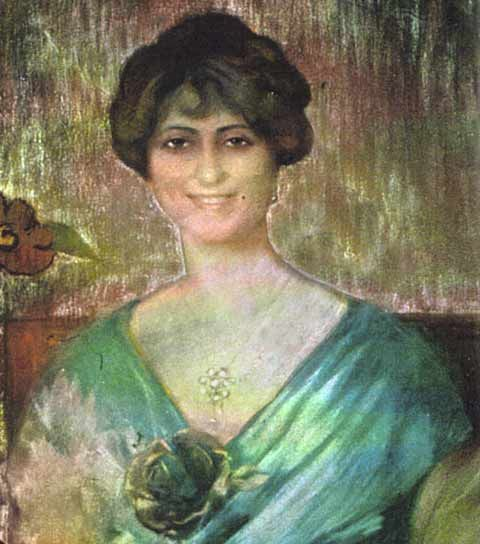
Berthe-Sultana Benichou Aboulker (1888-1942), écrivain, poétesse, dramaturge oranaise, première femme juive à publier en Algérie, mère de José Aboulker.
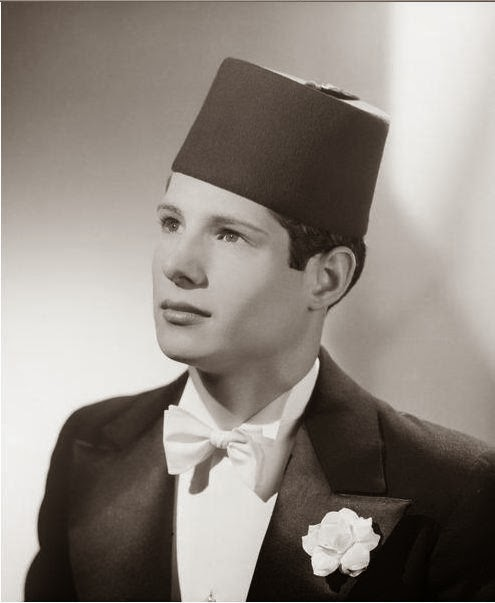
Salim Halali né Simon Halali (1920-2005), chanteur arabo-andalou.
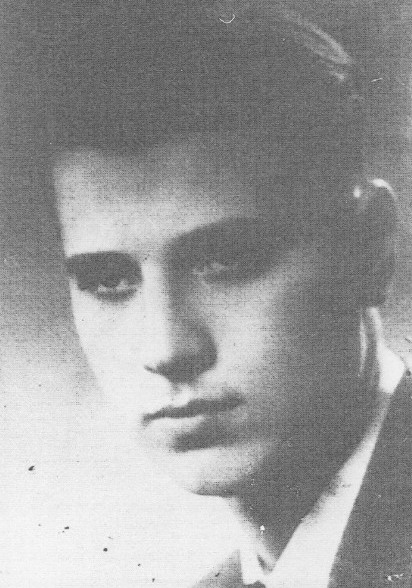
José Aboulker (1920-2009), résistant anti-nazi dans l'Algérie française lors de la Seconde Guerre mondiale, compagnon de la Libération, puis neurochirurgien et personnalité politique en France, qui plaida en faveur des droits politiques des musulmans algériens.
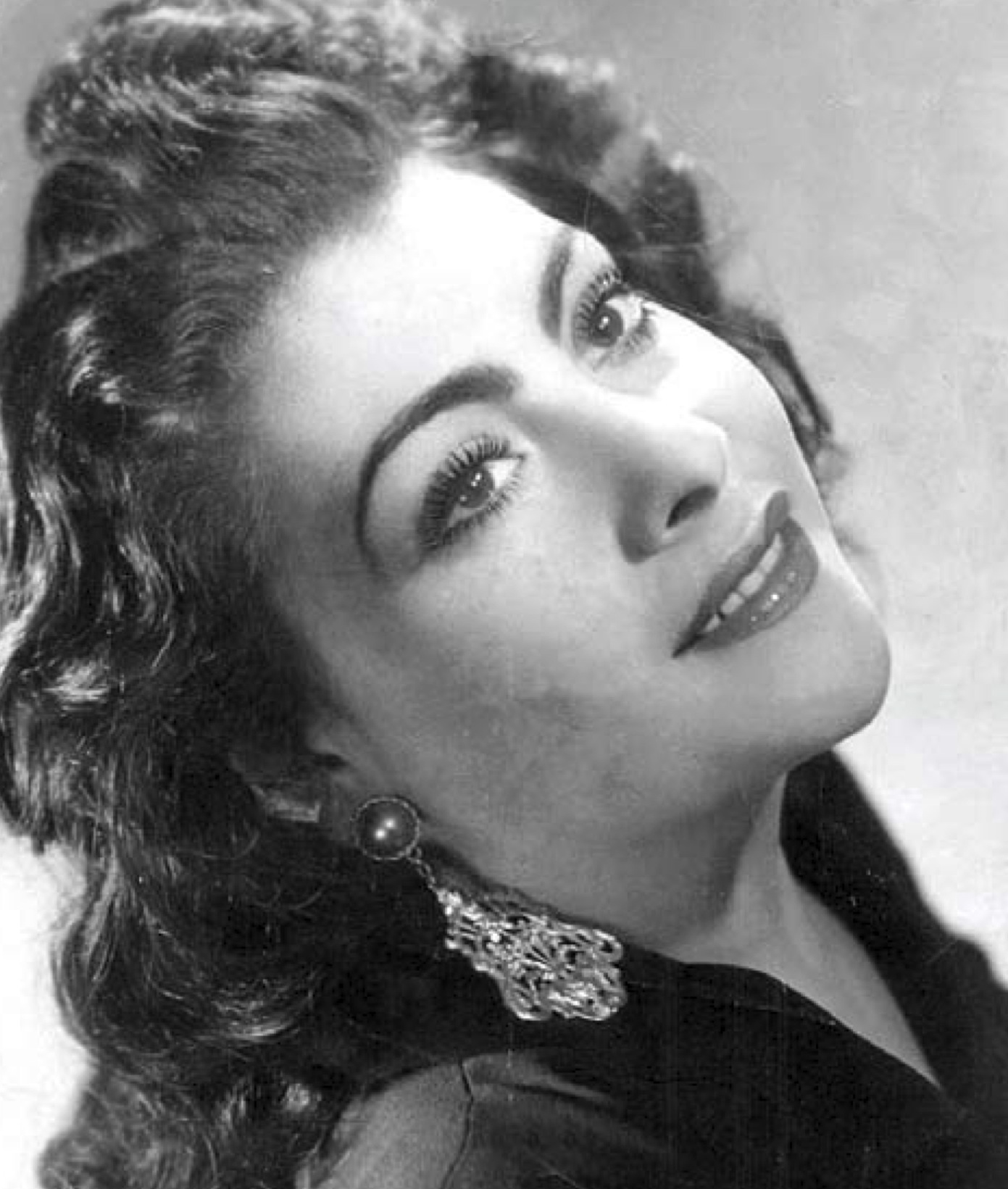
Line Monty ou Leïla Fateh, née Éliane Serfati (1926-2003), chanteuse algéroise de chaâbi, rumba francarabes très populaires.